# 大和號戰艦

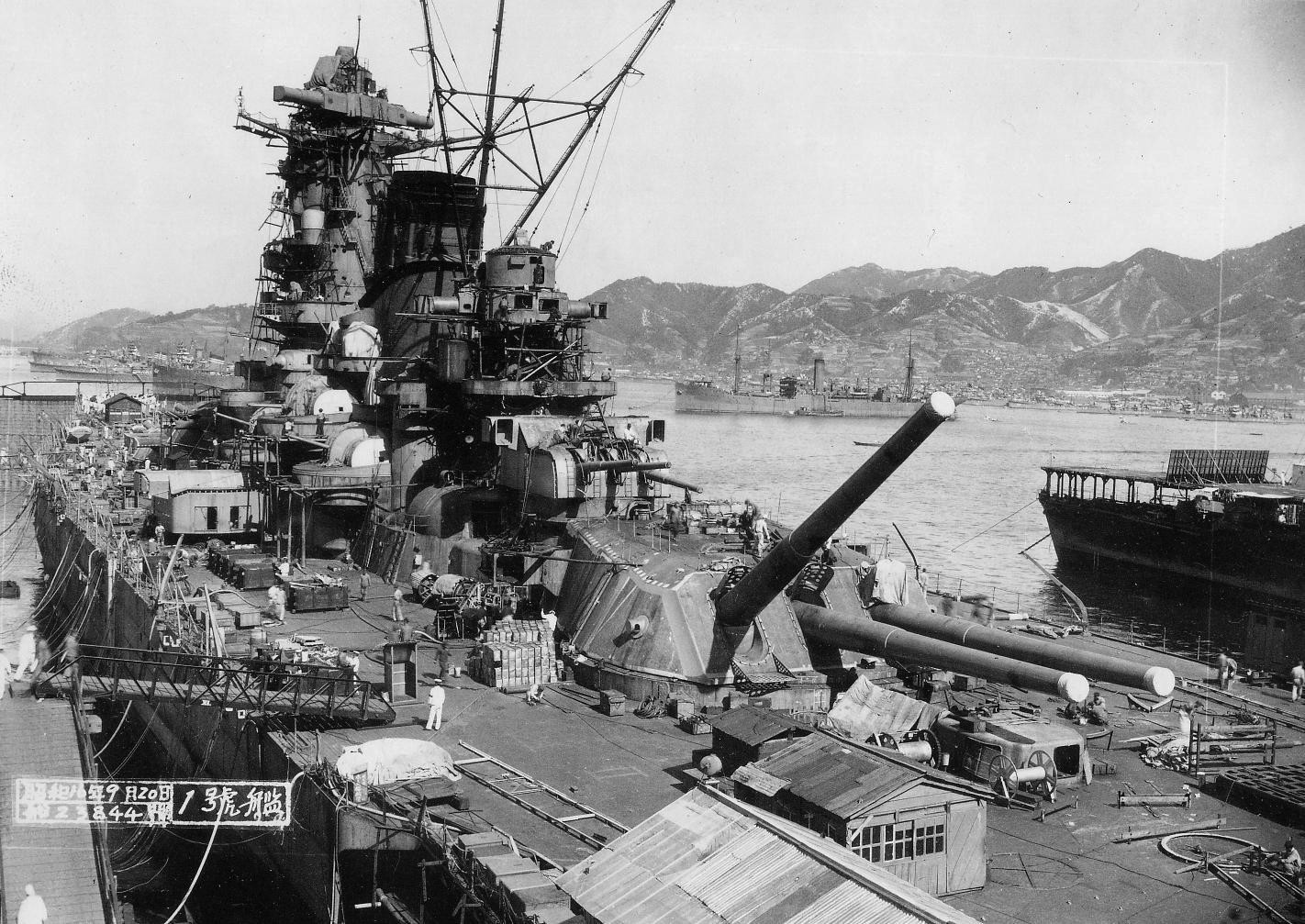
於吳海軍工廠作最後艤裝的「大和」（1941年9月20日）。圖片右側為航空母艦「鳳翔」，而在中央稍高位置、三號砲塔上方為食品補給艦「間宮號食品補給艦」

大和（やまと／ヤマト）是由大日本帝國海軍建造的史上最大排水量的戰艦。大和型戰艦一號艦。正式稱呼為「軍艦 大和」。艦名的由來是以古代令制國之一的大和國來命名。它使用日本歷史的中心地及日本的代名詞大和作為艦名，可見當時日本海軍對該艦期待的程度。「大和」為集結當時大日本帝國最高的技術而建成，除排水量，还配備有最大的46厘米主砲。而防禦面上的重要區域（Vital part）為針對防禦46厘米砲，在建造期間更使用了模組作業，並成功縮短建造時間及提高工作效率。由於其存在為當時最高軍事機密，所以仅有极少照片存留至今。
「大和」於太平洋戰爭（大東亞戰爭）開戰後的1941年（昭和16年）12月16日開始服役，並在1942年（昭和17年）2月12日成為聯合艦隊旗艦。該任命直至1943年（昭和18年）2月，由改良了司令部設備的同型艦「武藏」進入楚克錨地後接替為止。1945年（昭和20年）4月7日，「大和」在天一號作戰期間，遭受美軍特遣艦隊大量艦載機的猛烈飽和攻擊，於坊之岬海戰中被美軍飛機擊沉。

## 沿革

### 建造
1930年代，大日本帝國（以下為日本）與歐美列強的對立不斷加深。在1937年（昭和12年），亦因倫敦裁軍條約到期而失去約束力，所以就預計英國與美國的等列強將會建造更新式的大型戰艦。而日本海軍方面，原先為更新舊型的戰艦的八八艦隊計劃中的加賀型戰艦及紀伊型戰艦，由於華盛頓裁軍條約不能順利建造，該條約締結之前僅僅能完成兩艘長門型戰艦，其它的戰艦艦齡也接近或超過20年，就算怎樣進行近代化改裝，也只能達到對抗後條約型戰艦的極限。因此，於1934年（昭和9年）10月，為對抗列強新戰艦作目的，軍令部向艦政本部提出並要求建造擁有「18吋砲（46厘米砲）8門以上、15.5厘米三聯裝砲4座或20厘米聯裝砲4座、速度達30節、續航距離以18節能航行8000海里」的大型戰艦。而該新型戰艦的具體設計方針，於1935年（昭和10年）11月2日向艦政本部長中村良三海軍大將下達。
在海軍接受了該提議後，於1936年（昭和11年）12月26日向第七〇次召開的帝國議會提交對新型戰艦「A140-F5」共2艘（1艘9800萬日圓）的預算。但是，由於不希望外國就預算的規模而推算到該艦隻的大小，因此在預算內另外加上了虛構的驅逐艦3隻（1350萬日圓）及虛構的乙型潛水艦1/2隻（609萬日圓），加起來其預算總共1億1759萬日圓，該筆錢實際上就是A140F5艦的預算。但準備日後在大型水面艦隻上使用的柴油引擎於潜艇母艦「大鯨」於測試時發生許多問題，最後的解決方法是使用最普通的蒸汽渦輪引擎。為此原因，議會將A140F5的專用引擎改為蒸汽渦輪，其名稱亦改為第二次基本計畫「A140-F6」，並承認該計劃共1億793萬3075日圓（實際費用為1億2898萬3091日圓）的建造費用。在該筆預算中，部分使用在改裝中的金剛型戰艦「比叡」及航空母艦「飛龍」上。雖然列強依然確信日本將會建造大和型戰艦，可是他們推測其規模僅為搭載40厘米砲、重量為4萬5000噸級左右。
1937年（昭和12年）3月29日，將建造「大和」及「武藏」的計畫名由「A140-F6」改為作臨時使用的「第一号艦」及「第二号艦」。8月21日，由米内光政海軍大臣下達大和製造訓令「官房機密第3301號」。完成日期預定為1942年（昭和17年）6月15日。同年11月4日，於廣島縣吳市的吳海軍工廠造船船塢〔造船船渠〕开始动工。該曾經建造過戰艦「長門」及航空母艦「赤城」，這次因建造「大和」的關係而進行扩建，完成後長314米、宽45米、深11米。當時為了不讓英國及美國知道建造中的「大和」己超越該國的戰艦，因此成為機密並秘密地建造，連給設計者等人員的「任命狀」亦在下達後即場回收。

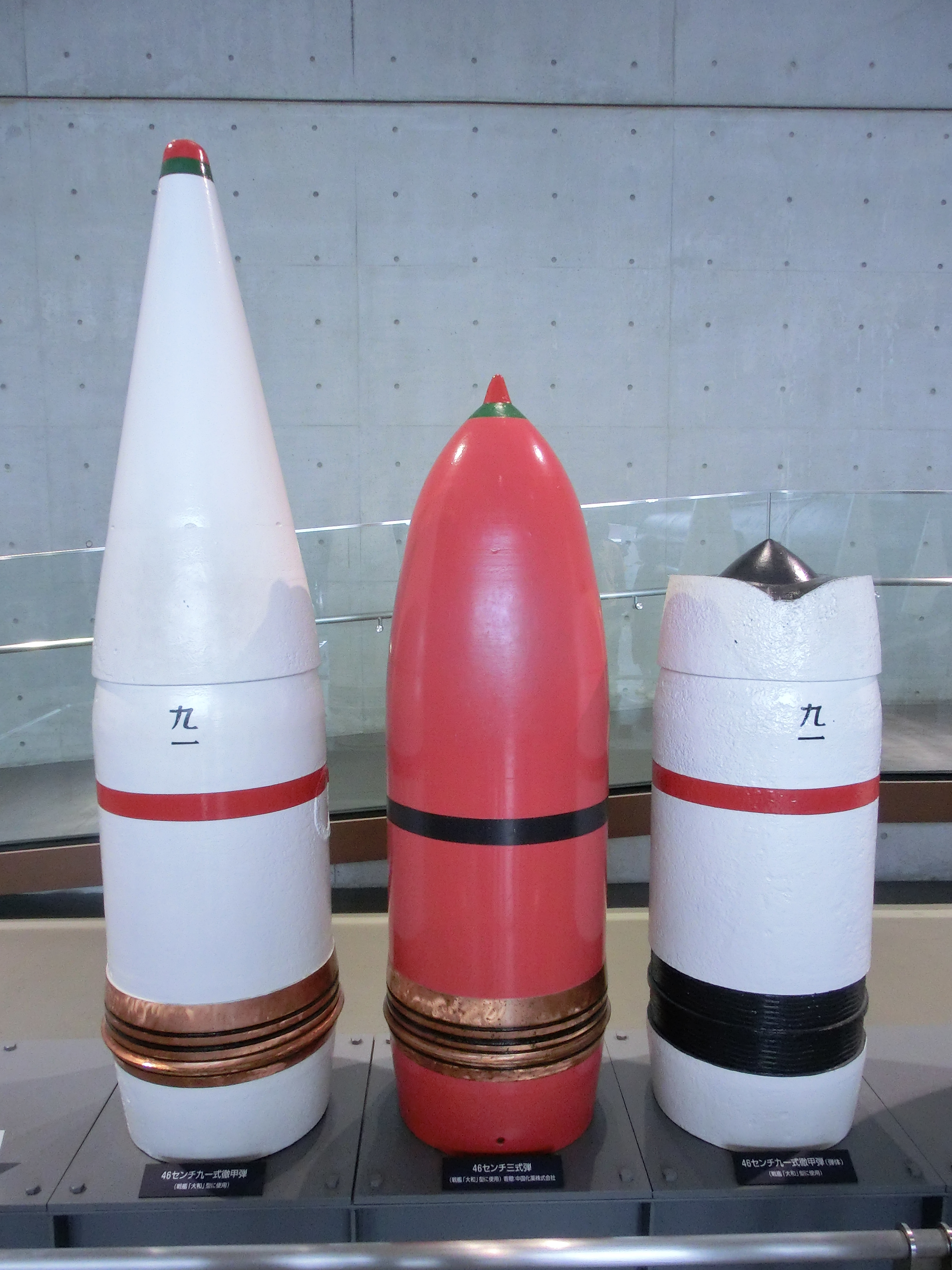
戰艦大和的46厘米主砲弾

據說最初海軍方面只有部份人知道正建造「大和」。為了保持機密，在能俯視造船廠的地方都加上圍板。而為了禁止外人知道船塢中軍艦的長度，就連船塢上也加上屋頂，亦在周圍加上經乾燥過的和棕櫚樹葉（唐棕櫚葉。經乾燥後可製成「帚」使用）。從事建造的人身份被嚴密調查，向非直接相關人員只提供最低限度的情報。。而造船所本身亦執行著嚴謹的機密管制。在見到建造船塢的山上亦有憲兵駐守。不過，在海軍相關人士之間，建造這巨大戰艦的事實是公開的秘密。海軍兵学校學生乘坐練習機在「大和」上空飛行的時候，教官甚至向學生們作出說明。可是，大和型戰艦在建造期間所執行的機密保持措施，卻被很多建造艦隻的相關人員指責太過嚴厲。
其後在1940年（昭和15年）8月8日下水，儘管說是下水，但絕不是字面般如「武藏」從船台這樣下水，而是在「大和」所在的船塢注水，再由拖船拉出來而已。而且，由於保持機密，進水式（下水典礼）並沒有向外公佈，僅有高官100名及進水作業員1000名等監察著，因此世界第一的戰艦的下水典礼顯得非常冷清。本來是預定天皇陛下御臨出席下水典礼（「天皇陛下進水式御臨席」）的，但結果只是久邇宮朝融王大佐（皇族軍人）出席，而海軍大臣代理嶋田繁太郎海軍中將更只是低聲說出將暫稱「一號艦」的巨艦正式命名為「大和」。日本海軍命名船艦的慣例是由海軍省建議兩個艦名後再由天皇選定1個，不過除「大和」外的另一個候選艦名是甚麼就不得而知（有一說法為「飛驒」）。
「大和」於10月19及20日進行航行試驗，在同月30日的全力公試中全速記錄為27.46節，11月25日山本五十六及聯合艦隊司令部登上「大和」參觀。於1941年12月7日完成公試，並在同年12月16日服役並編入第一戰隊。供昭和天皇所天覧的1/500「大和」模型，放置在海軍艦政本部的金庫作保管。
同時，「大和」使用了很多當時最新的技術。球狀船首用以增加航行速度，而在煙囪的開口處就使用了蜂巢狀的裝甲。其他的就是採用了非常巨大的觀測用望遠鏡及測距儀，在下水的時候為世界上最新最精銳的艦型。電波探信儀（即雷達）在服役後順次序陸續安裝。不過在初期時其性能並不安定，直到1944年（昭和19年）以後才轉用量產的假稱二號電波探信儀二型（22號電探）才有改善，該為日本制造的電探中比較能發揮到良好的性能，但與歐美的相比僅為性能不足的代用品。二战后期，因缺乏真空管和电容器等材料，导致性能和品质低下得不到保障。22號電探的功率是2kw，探测距离只有10km，电探只能朝着正面方向索敌，而精度方面有500m误差。日军用的电探屏幕是叫Asocpe的初期显示器，显像管只有10英寸，显示类似心电图形的形状。（而且没有采用方位显示器和距离显示器，因此不具備任何定位能力，同时期的歐美战舰的对海雷达功率有50kw並具有定位能力）。
「大和」的飞机弹射器使用火药式弹射器，最大发射重量是4吨。（火药式发射会突然产生巨大的G力，对飞行员而言是很危险，对比同期美军的液压式弹射器可以对加速作出调整，日本沒有制造液压式弹射器的技术，而蒸汽式弹射器是在二战後英美开发出来的。）

## 戰歷
1942年（昭和17年）2月12日，「大和」成為聯合艦隊旗艦。因「大和」比前旗艦戰艦「長門」的居住性更佳，而令參謀們相當歡喜。在3月30日，「大和」的46厘米的主砲向距離38100米外的地點進行主砲射擊訓練。5月29日，因中途島作戰的關係，山本五十六聯合艦隊司令長官乘坐「大和」從柱島出航，但是，其間只是在主隊後方，並且沒有與美軍以砲火進行交戰。6月10日，以二號副砲及高角砲向美軍潜艇發砲。同年6月14日回歸柱島。

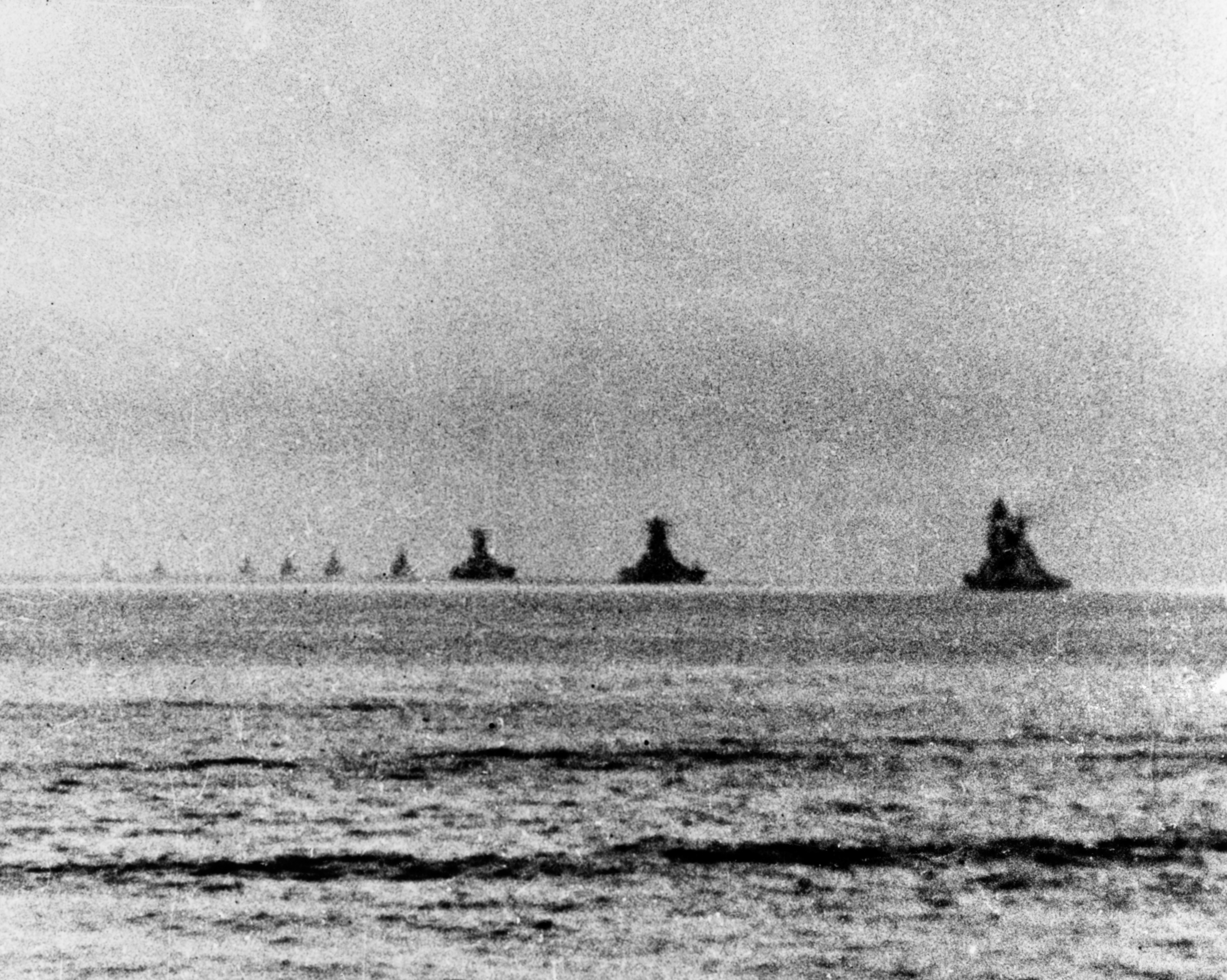
艦隊於汶萊出港，並航向雷伊泰灣
（由近至遠的艦影依次是「長門」、接著是「武藏」、「大和」、「摩耶」、「鳥海」、「高雄」、「愛宕」，最後為、「羽黑」和「妙高」。1944年10月）

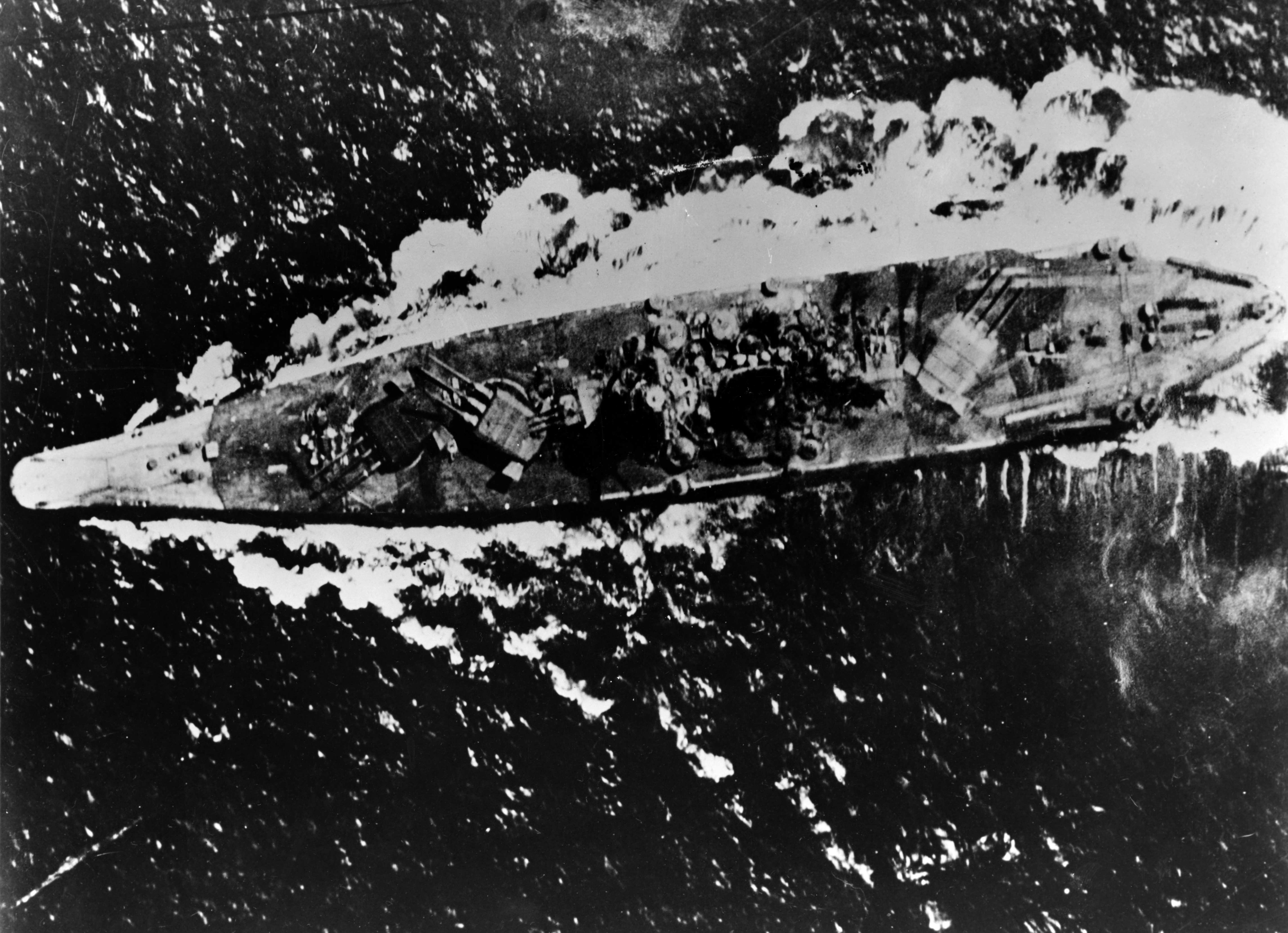
於雷伊泰灣上空俯瞰的「大和」。

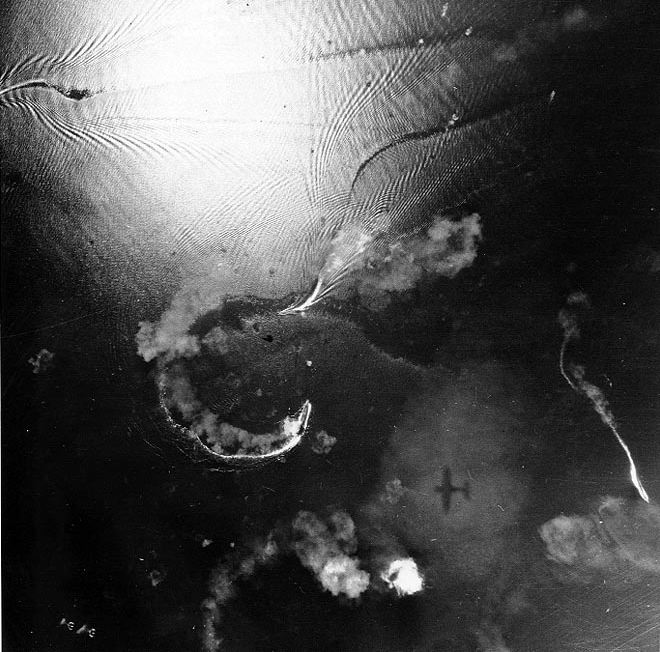
被美軍軍機空襲期間，進行回避行動中的「大和」。

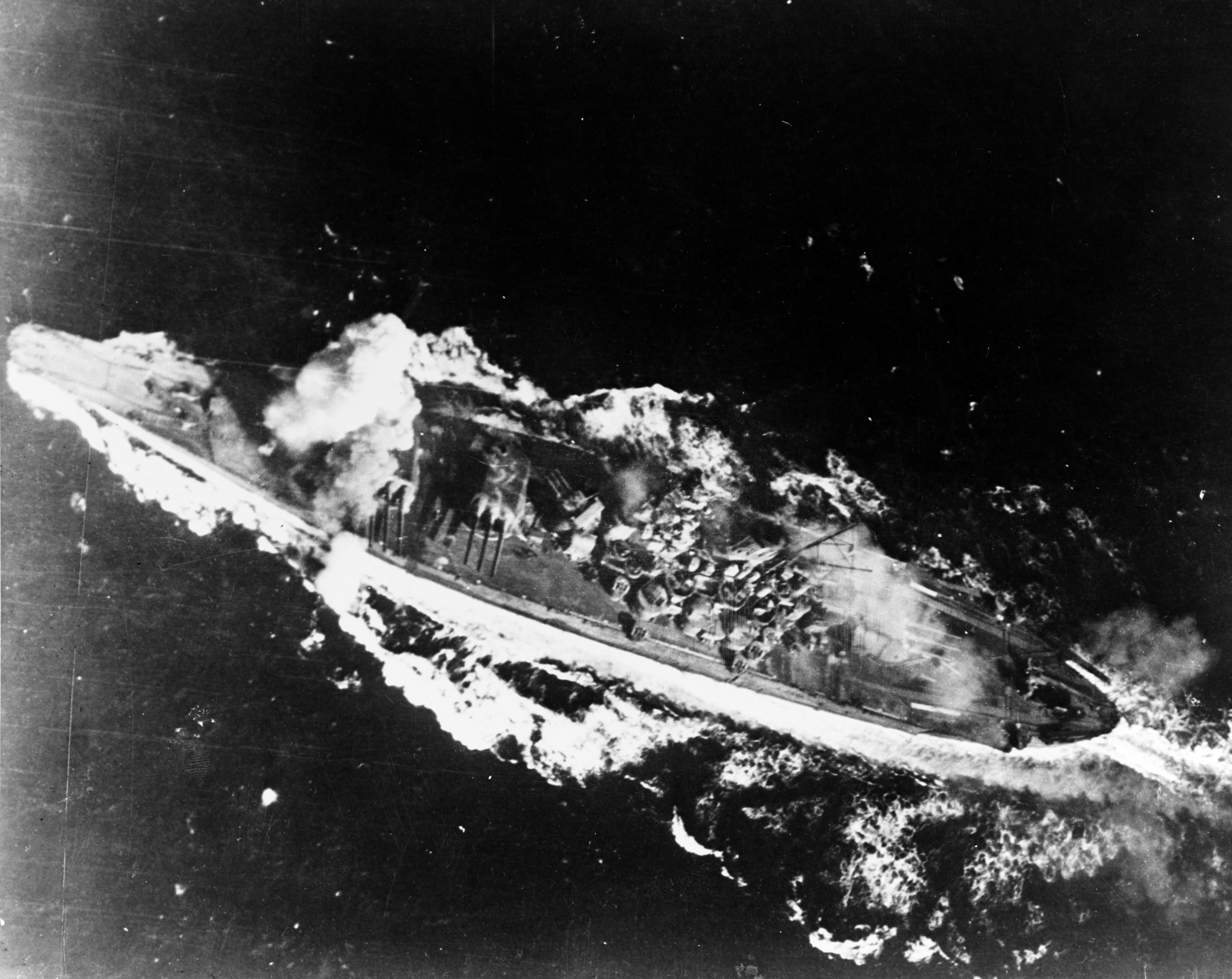
錫布延海海戰中迎接美舰载机的战舰「大和」，由“黄蜂”号上的一架SB2C俯冲轰炸机后座发报员拍摄。此时该机正从3400米高度急速俯冲投弹，在450米高度投下1000磅穿甲弹（击中大和第一砲塔前方）和250磅直擊彈（擊中72号肋骨处中央线偏右5米）各一枚（1944年10月24日）。

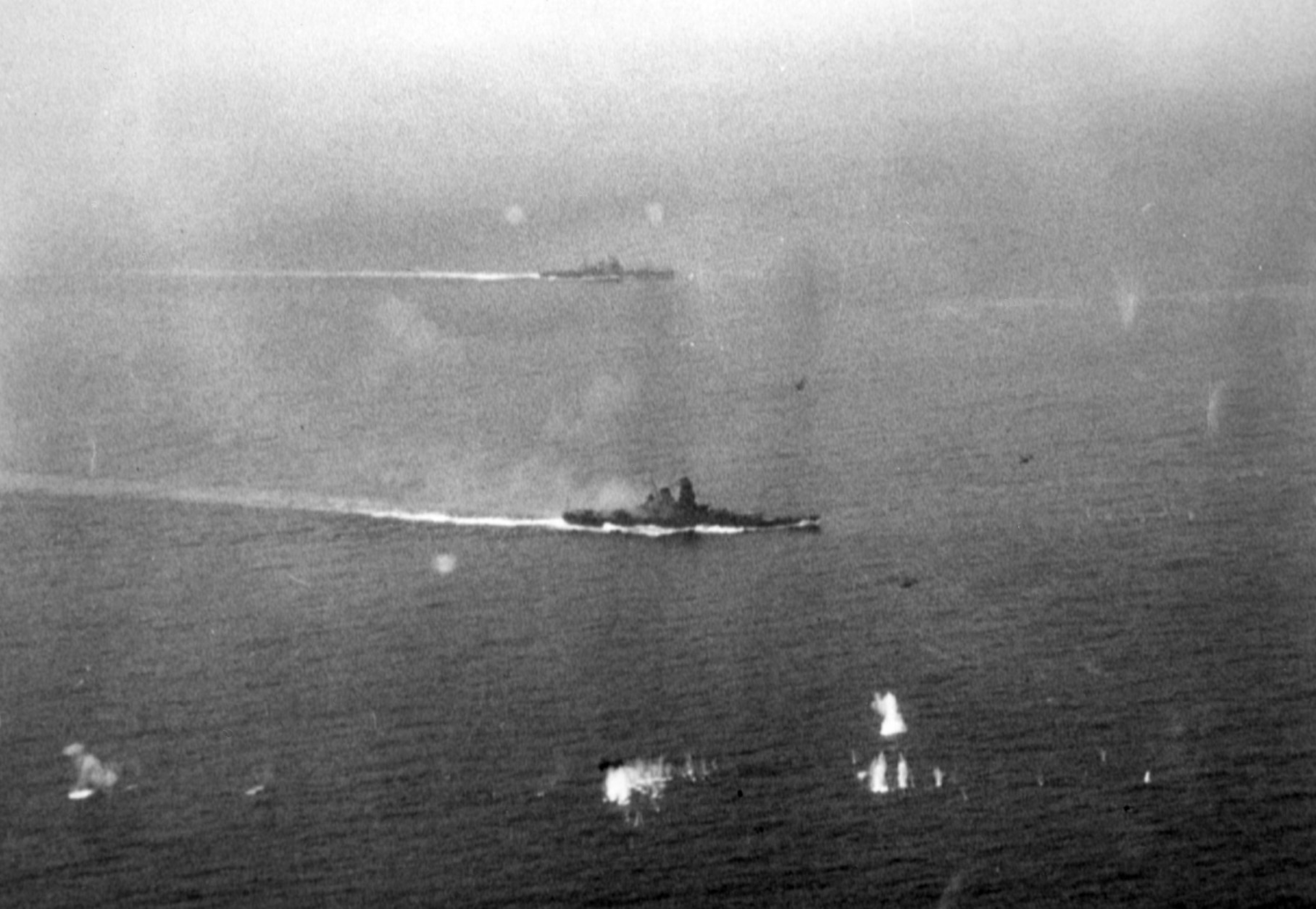
於薩馬島海戰向美軍航空母艦隊進行砲擊的「大和」。後方為妙高型重巡洋艦。

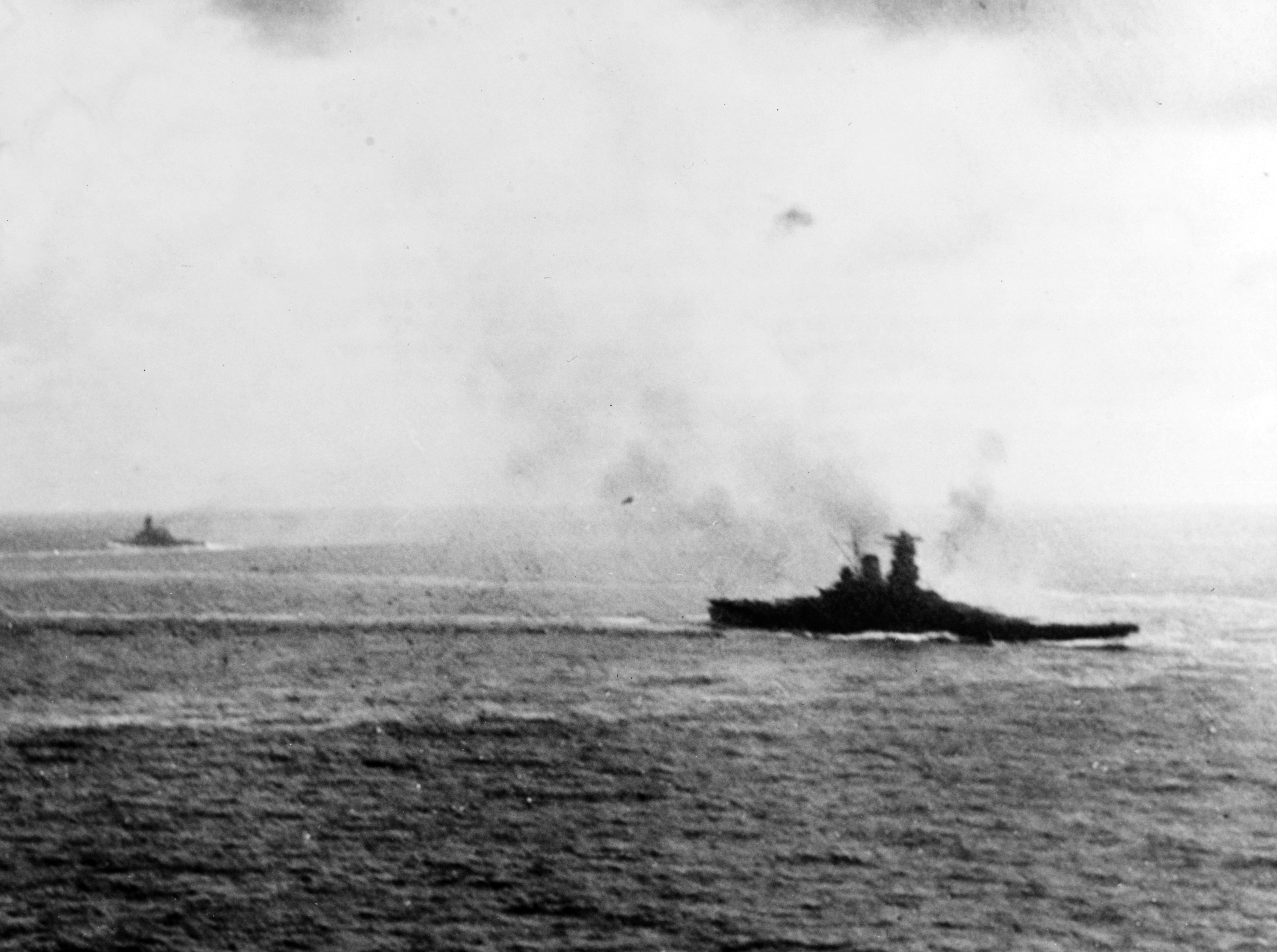
於薩馬島海被美軍軍機球發現的「大和」。後方為金剛型戰艦。

不與機動部隊同行的原因，實為與戰前的艦隊決戰思想相同，以航空母艦是前衛部隊，戰艦為主力部隊的核心思想作為兵力配備，與艦艇最高速度並沒有直接的關係。實際上，主力航空母艦中最低航速的「加賀」與大和型戰艦的速度差近乎0，飛鷹型航空母艦25節的速度比大和型更慢。日本海軍確切認識到航空母艦才是海軍的主要戰鬥力是在中途島海戰敗戰以後，儘管這個時候已經很少，但編配上戰艦仍為主力部隊。
美國海軍方面收到中途島海戰的情報後，以戰艦「田納西」號、「密西西比」號、「愛達荷」號、「新墨西哥」號、護衛航空母艦「長島」號為中心的第1任務部隊由三藩市出發。而該部隊將會與在夏威夷西北1,200浬外的戰艦「科羅拉多」號、「馬利蘭」號合流，以準備防禦日本艦隊對西海岸的攻擊，其實，以航空母艦作為戰艦前衛部隊使用，於這時而言日美兩軍的思想並沒有太大分別。就算日本艦隊在喪失4隻航空母艦後仍強行攻擊中途島，美軍該6隻戰艦亦可用作防衛。
1942年（昭和17年）8月7日，美軍開始進攻瓜達爾卡納爾島，正式打響瓜達爾卡納爾島之戰。8月17日因支援所羅門方面而從柱島出航。8月21日航行到葛萊姆斯島附近，期間發生第二次所羅門海戰。8月28日經楚克群島特拉克錨地入港。在入港前，受到美軍發射3枚魚雷攻擊，不過當中2枚自爆，之後成功避開第3枚。當時曾經被考慮編入參加亨德森基地艦砲射擊任務，但後來被取消。在第三次所羅門海戰中，舊艦金剛型戰艦「霧島」被與「大和」同世代的美軍新鋭戰艦「南達科他號」號與「華盛頓號」號擊沉。以這時期來說，有意見指出聯合艦隊對投入大和型戰艦作戰的態度相當消極，而反觀美國則較為積極。
1943年（昭和18年）2月11日，以「大和」運用經驗為基礎，並改良了通信、旗艦設備的大和級2號艦「武藏」，取代「大和」成為聯合艦隊旗艦。5月8日，「大和」從楚克出航航向柱島。在吳增強了對空兵器後，再裝上21號電探及22號電探等的雷達裝備。於8月16日再次航向楚克。雖然所羅門群島已成為激戰地且戰局不斷惡化，但「大和」僅停留在楚克島的錨地沒有參加實戰，至於「武藏」與「長門」的情況也跟「大和」一樣，依然沒有特別的舉動。乘員毎天除日常指定活動及艦上保養外沒事可做，而「大和」高居住性與餐飲上的優待等方面的結合，被其他艦隻及陸軍將兵揶揄為「大和旅館（大和ホテル）」。在作戰行動完結的時候驅逐艦會橫靠「大和」，而驅逐艦乗組員就經常使用「大和」上巨大整齊的浴室。然而在10月中旬被命令往馬紹爾群島出擊。因為得到了預計美軍特遣艦隊（機動部隊）可能向馬紹爾移動的情報。旗艦「武藏」以下包括「大和」以及「長門」的主力艦隊準備向楚克進發時已有寻机决战的覺悟。但是，在4日間的等待及埋伏下並沒有遇上美軍特遣艦隊。10月26日於楚克島歸港。
1943年（昭和18年）12月，「大和」參加了戊一號輸送部隊。該部隊以「大和」及驅逐艦「秋雲」、「山雲」、「谷風」等組成，並由横須賀出發，將獨立混成第一聯隊及軍需品由日本送到楚克錨地參與作戰。12月25日楚克島以西180海里被美軍潜艇「魟魚」號的魚雷攻擊，3號砲塔右舷被魚雷擊中。「大和」被魚雷擊中後將速度增至18節迴避。當時並沒有人感覺到被魚雷擊中，不過發現船身有稍微異常的傾斜。爆炸的衝擊將船舷側水線裝甲後的支撐肋條插入艦體内，令固定防禦彈片的縱向牆鉚釘飛脫，而機械室及3號砲塔上部的火藥庫發生入水的情況。船內入水量約3000至4000噸。敵彈命中水線鋼板下端附近可能使艦身入水，使海軍方面重新認識在裝甲實射試驗期間所忽略但既危險又致命的缺陷。。在楚克進行了應急的維修後返回日本內地。為改善這個缺陷，在水密隔艙上進行加強入水極限的改裝。在修理期間，一併將兩舷的副砲移除，並新裝上6座高角砲及增設多挺機槍，希望強化其對空武裝。
1944年（昭和19年）5月4日，宇垣纏中將將第一戰隊旗艦由「長門」改為「大和」。6月14日，參加為迎擊於比亞克島登陸的美軍的渾作戰，在美軍於塞班島登陸後渾作戰隨即中止。其後「大和」及「武藏」共同北上，並與小澤機動部隊合流。於6月15日參加馬里亞納海戰（菲律賓海海戰）。日本海军首次将戰艦编入機動部隊掩护航空母舰作战。「大和」所屬於栗田健男中將指揮的前衛艦隊。6月19日，將準備在前衛艦隊上空經過的日本方面第一次攻擊隊誤認為美軍軍機，周遭的艦艇更向其作出射擊，犯下了擊落數架友機的失误情況。。證言指出當時「大和」並沒有發砲。同日，日本軍機動部隊被美軍潛艇以魚雷攻擊，喪失了航空母艦「大鳳」及「翔鶴」。6月20日，「大和」向美軍攻擊隊發射27發三式彈。這是「大和」初次於實戰中使用主砲發射該彈。6月24日，「大和」返回日本。停泊約10日後，搭載著陸軍將兵與物資航向新加坡，7月16日，到達加林錨地。之被在這裡進行3個月的間訓練，10月時將甲板塗装成黑色。

### 雷伊泰灣海戰
1944年（昭和19年）10月22日，「大和」參加雷伊泰灣海戰並為第二艦隊（通稱栗田艦隊）第一戰隊旗艦，於出擊，目標為消滅美軍登陸上船隊。23日清晨，栗田艦隊的旗艦重巡洋艦「愛宕」被潜艇擊沉，所以暫時由乘坐於「大和」的第一戰隊司令官宇垣缠中將暫代指揮。黃昏的時候，栗田健男中將移乘到「大和」，因此第二艦隊旗艦也改到該處，不過兩個司令部同時設於「大和」內，這使得艦橋內彌漫著沉重的氣氛。24日，姊妹艦「武藏」於錫布延海受到空襲而喪失。而「大和」於艦前部被1枚炸彈命中。25日早上7時，於薩馬島海發現美軍護衛航空母艦艦隊，因此立即與其他艦艇共同進行水上射擊以攻撃美軍。
在這次戰鬥中，「大和」總共發射了104枚主砲彈。而「大和」在32,000米的遠距離外於第一次齊射時發射的砲彈交叉命中目標，美國方面以「砲術軍官所期待的完美落點」作評價。可是，護航航空母艦「加里寧灣」號的評價卻為「射程距離正確，方位低劣」。有證言指出當時的大和砲術長能村（後為大和副長），在射撃期間主砲砲彈配置為前部6門中裝填2枚穿甲彈，其餘4門則裝填三式彈。都竹卓郎在戰後查證過兩軍的文獻及自己本身的記憶，認為《戰藻錄》講述「對31公里外的砲戰開始，2、3次齊射後1隻擊破，轉換其他目標（31キロより砲戦開始、2、3斉射にて1隻撃破、目標を他に変換す）」為既定的事實，最初被認為是「正規航空母艦」的「白原」號實為護衛航空母艦，而另外一艘則是護航空母艦「范肖灣」號。當時「白色平原」號被附近爆炸的砲彈轟到振盪並正噴著黑煙，「大和」就此判斷「擊破1隻正規航空母艦」並更改目標到其他艦隻。而美軍方面的記錄則指出，當時「白色平原」號因身處隨時擊中的危險之中而開始施放煙幕。在能村的回憶當中，向第一目標作四次齊射後「由於美國開始施放煙幕令視認目標困難，所以使之損傷後就轉為攻擊其他航空母艦（」。
戰鬥中，「大和」被美軍驅逐艦所發射的魚雷左右夾著船體，在未離開魚雷射程極限之前一直也是背對著美軍航空母艦方向航行。更甚的是，美軍驅逐艦所發放的煙幕及突如其來的暴風，導致只有短時間是使用光學測距來引導射擊。在戰鬥的後半中，開始實施使用假稱二號電波探信儀二型來進行雷達引導射擊。這戰鬥當中，發生「大和」使用右舷高角砲及機槍射擊美軍沉船及生還者的場面，直到森下艦長及能村副長出面才能制止。
根据克拉克·雷諾斯(Clark G. Reynolds)編寫的著作《The Carrier War》中指出，美國護衛航空母艦「甘比爾灣」號是被「大和」主砲所發射的1枚砲彈所擊中而發生大火並沉沒，但是日本重巡洋艦「利根」艦長黛治夫大佐卻提出反論，在其著書中指出「戰艦部隊的主砲彈擊中敵方航空母艦並使其發生大火並非事實（戦艦部隊の主砲弾で敵空母が大火災を起こしたような事実はなかった）」。在美軍方面的記錄也指出「甘比爾灣」號被「大和」擊中而發生大火並非事實，該日早上8時15分，最初擊中「甘比爾灣」號的是重巡洋艦「羽黑」及「利根」所發射的20.3厘米砲彈。「甘比爾灣」號被擊中的說法也用使用在大岡昇平的「流言蜚語（よた話）」之中。
在美軍方面，大約0725﹣0730，驅逐艦「霍爾」號及「約翰斯頓」號遭到戰艦主、副砲的攻擊。這時能向該兩艦作砲擊的戰艦有「金剛」，但「金剛」於0725因入進暴風範圍內停止射擊，而同型艦「榛名」方面這時並沒有作出射擊，只有在0727報告以主砲射擊「巡洋艦轟沉」的「大和」才有命中的可能性。再者，第七戰隊的重巡洋艦也向「霍爾」號及「約翰斯頓」號射擊，但這次砲擊並沒有跡象顯示能夠給美軍驅逐艦造成致命傷，即使是被「戰艦的主砲彈」打中，但「霍爾」號艦橋上的Mk37射撃指揮装置也沒有被轟掉。而「約翰斯頓」號方面，也因被第十戰隊的輕巡洋艦「矢矧」及以下給予致命的攻擊，所以沒有被「大和」直接送往海底的可能性。尚且該海戰中，有說法指「大和」在使用電測射撃期間誤擊友方的重巡洋艦「鳥海」，但在「鳥海」及「筑摩」被擊傷的期間，日本戰艦沒有任何能對該兩艦作出誤射的射擊機會，因此這說法實為誤解。
有關美軍方面的損傷，當中護衛航空母艦「甘比爾灣」號、驅逐艦「約翰斯頓」號、「霍爾」號、護衛驅逐艦「塞繆爾·B·羅伯茨」號被擊沉。其後，美軍護衛航空母艦部隊被關行男海軍大尉所指揮的神風特攻隊敷島隊突襲，護衛航空母艦「聖羅」號瞬間被擊沉，另外亦有數隻受損。
薩馬島海戰後，栗田長官因接到轄下艦隊附近發現美軍特遣艦隊的誤報，所以命令艦隊不突入雷伊泰灣並且立刻調頭。在宇垣的著作中，描寫出當時「大和」艦橋的混亂情況。在回程引途中，於汶萊附近被美國陸軍航空隊軍機攻擊。因剩餘彈藥不足的關係只作近距離的對空攻擊，期間擊落當中數架。往返的航程中，第一砲塔因美軍的轟炸而中了4枚炸彈，但對後續戰鬥沒有影響。而直擊砲塔的炸彈，由於裝甲太厚的關係，炸彈不但被彈走，並且只令砲塔上的天蓋塗漆剝落，不過炸彈在空中爆炸期間令附近25毫米機槍的操作員有所死傷。根據第二砲塔長奥田特務少佐的手記中記述，炸彈命中後的衝撃令第二砲塔的人員大半因腦震盪而倒下。另外，前甲板因炸彈爆炸令鉚釘底座倉庫近水面產生破孔，令艦體前部入水3000噸，後來因需要復原傾斜在後部注入2000噸水。
10月28日，「大和」回到汶萊。11月8日，因多號作戰關係而由汶萊出擊，其目的是為吸引盟軍空軍的注意，後於11日歸港，並沒有發生特別的戰鬥。11月16日，以主砲對應15架B-24轟炸機的機襲擊、當中3架被擊落。同日黃昏，「大和」與戰艦「長門」、「金剛」、驅逐艦「浦風」、「雪風」、「磯風」等返回日本內地，途中「金剛」及「浦風」於台灣沖被潛艇擊沉。11月23日，回到呉。此時宇垣中將退艦，而有賀幸作大佐成為「大和」第五代艦長，取代第4代的森下信衛（期後森下成為第二艦隊參謀長而再次乘艦）。
由於姊妹艦「武蔵」的沉没，令之前相信大和型戰艦為不沉艦的乘組員帶來很大衝擊，總括來說，亦有不少人有與「大和」運命與共的覺悟。在宇垣的戰藻錄中有這樣的記述「嗚呼，我失去了半身！我實在沒有任何辯解。今日武藏代替大和慷然毁灭。今日武藏的悲運會輪到明日大和（嗚呼、我半身を失へり！誠に申訳無き次第とす。さり乍ら其の斃れたるや大和の身代わりとなれるものなり。今日は武蔵の悲運あるも明日は大和の番なり）」。

### 特攻前夕

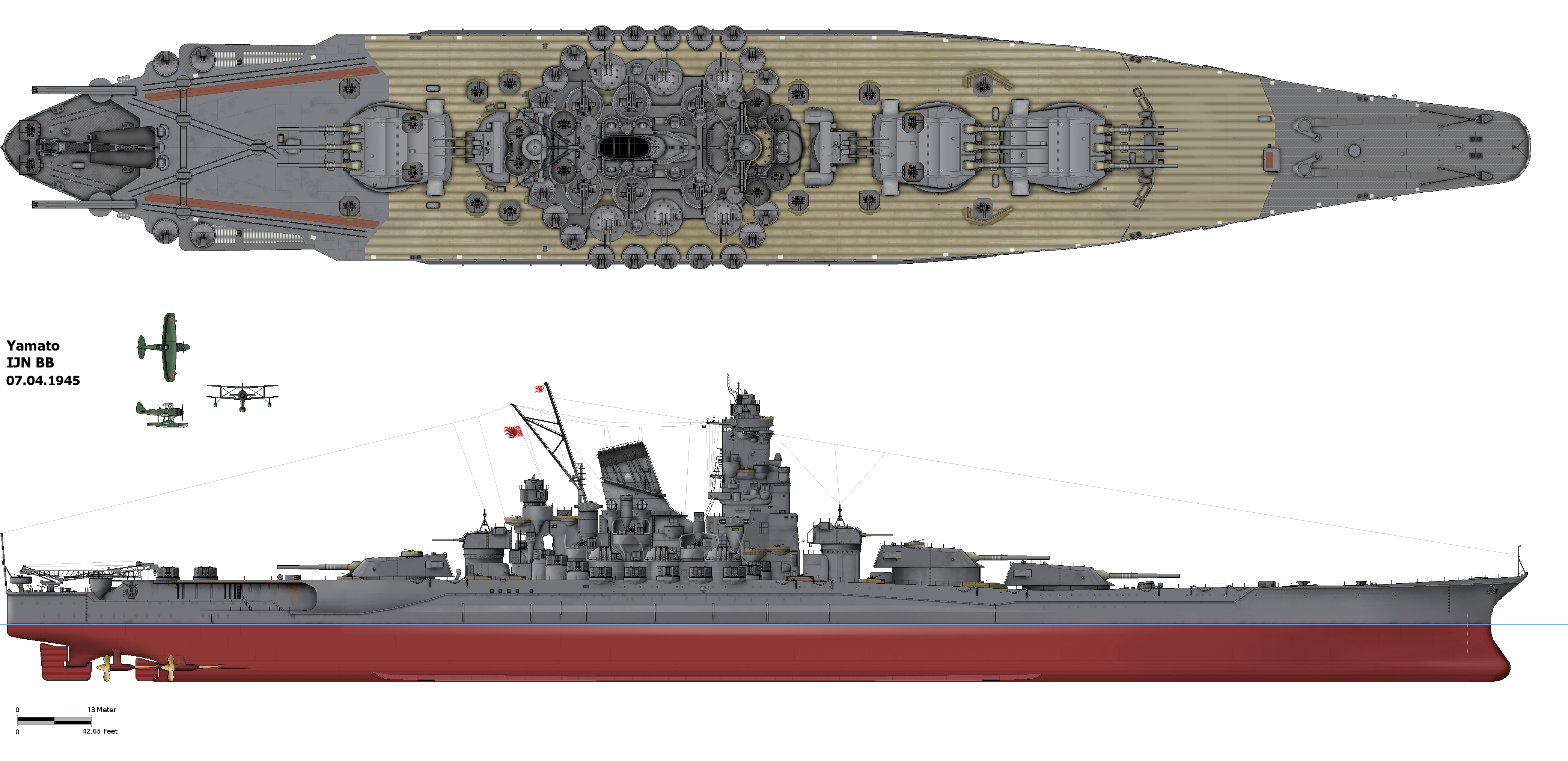
最終時的「大和」。為美國方面的資料，並按照最新的研究考証，不過一號砲塔兩旁，砲塔上的機槍形狀與日本方面考証有所不同。

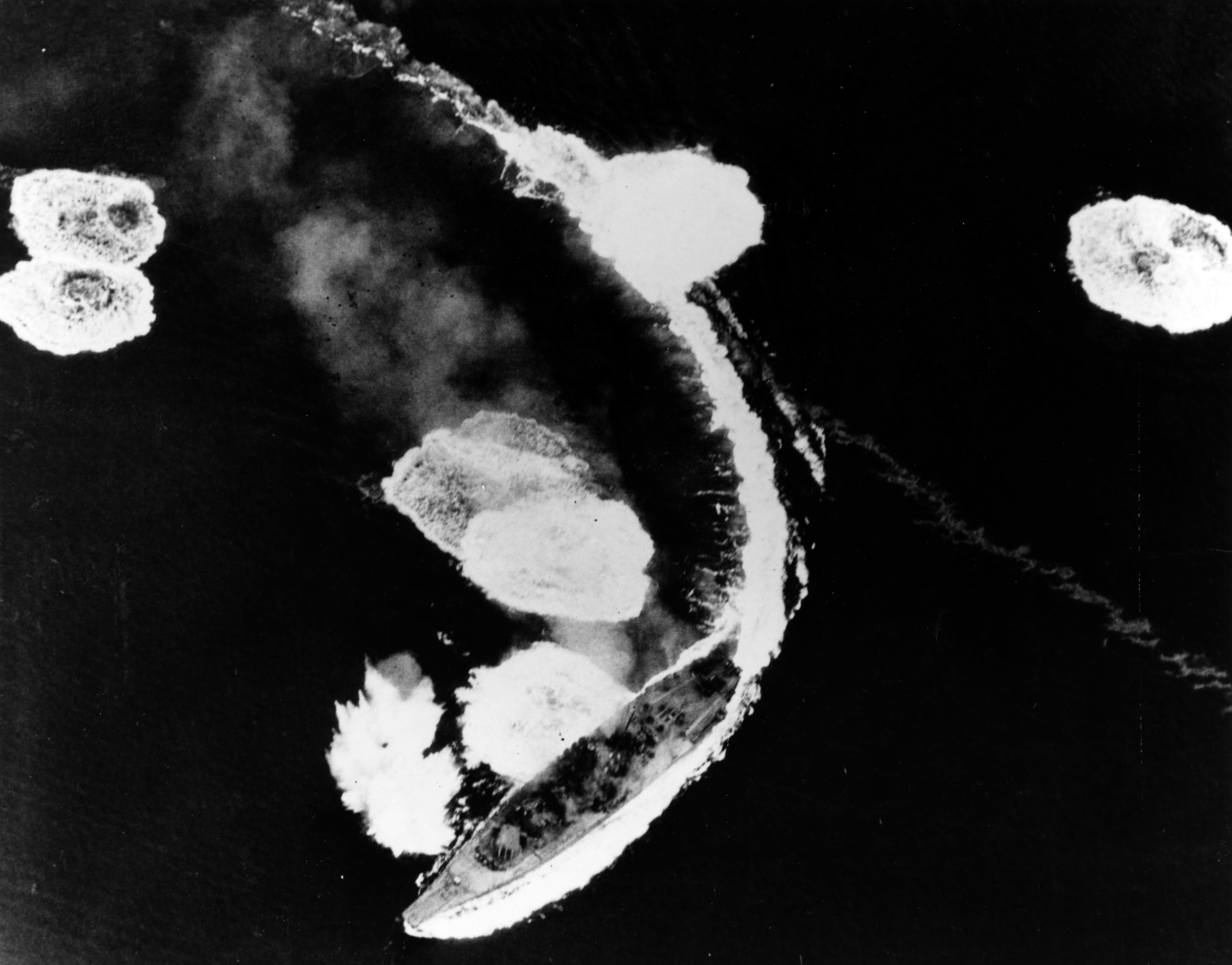
3月19日的吳空襲中，正在回避敵機攻擊的「大和」。

在雷伊泰灣海戰後，聯合艦隊在事實上已經名存實亡。由大和型戰艦3號艦改造成航空母艦的「信濃」在回航吳港途中被美國潛艇襲撃並沉沒，令「大和」及「信濃」無法會合。「大和」及以下殘残存的艦艇由於燃料不足而不能進行充分的訓練，只能繼續在日本內地待命。1945年（昭和20年）3月19日，在吳軍港受到空襲期間，與敵機進行交戰。期後由吳退避往德山沖，在作戰期間並沒有顯著的損傷。
同年3月28日，因「次期作戰」的關係將「大和」（艦長：有賀幸作大佐、副長：能村次郎大佐、砲術長：黒田吉郎中佐）編為第二艦隊的旗艦（司令長官：伊藤整一中將、參謀長：森下信衛少將）並受命回航佐世保，因於預計美軍軍機將會進行空襲而取消回航，第二艦隊翌日未明的時候，回到德山沖。
在3月30日，美軍軍機在吳軍港及廣島灣佈置了1,034個水雷，由於需要時間清除水雷，所以令返回吳軍港相當困難。而關門海峡因貨物船沉沒關係亦不能通航。
4月6日，根據「【電令作611號改】（時間7時51分）突入沖繩將改為大和與二水戰、矢矧加上8隻驅逐艦。出擊時機為第一遊撃部隊指揮官所定。（【電令作611号改】（時刻7時51分）沖縄突入を大和と二水戦、矢矧+駆逐艦8隻に改める。出撃時機は第一遊撃部隊指揮官所定を了解。）」，由豐後水道出擊時間為第二艦隊負責。第二艦隊於同日黃昏，根據天一號作戰（菊水作戰）在山口縣德山灣海向沖繩方向出擊。該作戰以「發揚帝國海軍海上部隊的光輝傳統，使其光榮流傳後世。（光輝有ル帝國海軍海上部隊ノ傳統ヲ發揚スルト共ニ、其ノ榮光ヲ後昆ニ傳ヘ）」及神重德大佐的提議而仓促實施。草鹿龍之介聯合艦隊參謀長並沒有參與這提案，並在自己的著作中記述，但高田利種少將斷言草鹿為知道這件事。一般來說進行特攻只裝載單程燃料，但「大和」這次裝載的燃料為來自油槽底部的儲油及北號作戰中拼死運回日本等的重油集合而成，而所裝載份量能來回沖繩3次（參考後續的條目）。
第二艦隊大和以下，由第二水雷戰隊（司令官：古村啟藏少將、旗艦輕巡洋艦矢矧）、第四十一驅逐隊（防空驅逐艦冬月、涼月）、第十七驅逐隊（磯風、濱風、雪風）、第二十一驅逐隊（朝霜、初霜、霞）編成。先導的反潛隊（対潜掃討隊）第三十一戰隊（花月、榧、槙）3隻驅逐艦因熟練度不足，從豐後水道返回吳。
- 當年美軍偵察機F-13超級堡壘（B-29偵察機型）在上空攝影「大和」的出擊後照片在2006年7月被美國發現。在發現之前，還沒有「大和」出擊時武器装备狀態的準確資料，而這張照片就被期待能確定最終時的武器装狀態。

天一號作戰（菊水作戰、參考坊之岬海海戰）的目的是在美軍登陸沖繩战役中协防沖繩。也就是說，該航程主要吸引美海軍戰鬥機向大和攻擊隊迎戰，緩和對日本特攻機的攻擊。如果能到達沖繩，就從東海西北方向沖縄島的殘波岬突入，並主动搁浅，成為能發射大量砲彈的不沉砲台，而艦上乘員待彈藥耗盡後則作為陸戰隊登陸支援陸上作戰並冲入敵陣，據說艦上還為此特別準備了各式輕武器。在沖繩的日本陸軍第三十二軍，將會應對聯合艦隊的請求並在4月7日發動攻勢。由於美軍掌握著制海、空權，並且对这支舰队没有任何空中掩护，而令突破到沖繩近乎不可能，其作戰意義是作為一億總特攻的先驅。但是在戰爭末期，日本軍的暗號幾乎全被美軍破解，出擊時的通訊諜報也被確認，在豐後水道附近的美軍潛艇「鮁魚」號及「鋸齒魚」號亦察覺該行動，在4月6日21時20分，「鋸齒魚」號浮起並確認發現「大和」。「鋸齒魚」號的艦長佛雷·尊尼中校在聯絡時連密碼也不用，用明語直呼「Yamato」（ヤマト、大和）艦名。該電報被在「大和」及「矢矧」上工作並精於英語的日系2世通信士官截獲，並在翻譯後聯繫所有艦隻。
當初，第5艦隊司令長官雷蒙德·斯普魯恩斯上將考慮以戰艦迎擊。但是，由於「大和」有可能持續西進向日本海方面躲避美军的搜索，亦因以擊沉「大和」作為目的，所以不採取以戰艦迎擊的方式，而命令馬克·米徹爾中將指揮的特遣艦隊作出航空攻擊。但實際上，斯普魯恩斯打算部署戰艦作砲擊戰的時候，馬克·米徹爾卻先派出攻擊部隊。有傳言指「武藏」是被潛艇擊沉，因此馬克·米徹爾無論如何都只想以航空攻擊將「大和」擊沉。尚且斯普魯恩斯並沒有被通知攻擊部隊已開始編組。再者，斯普魯恩斯與在美國留學時期的伊藤已有很深的交情。

### 坊之岬海戰

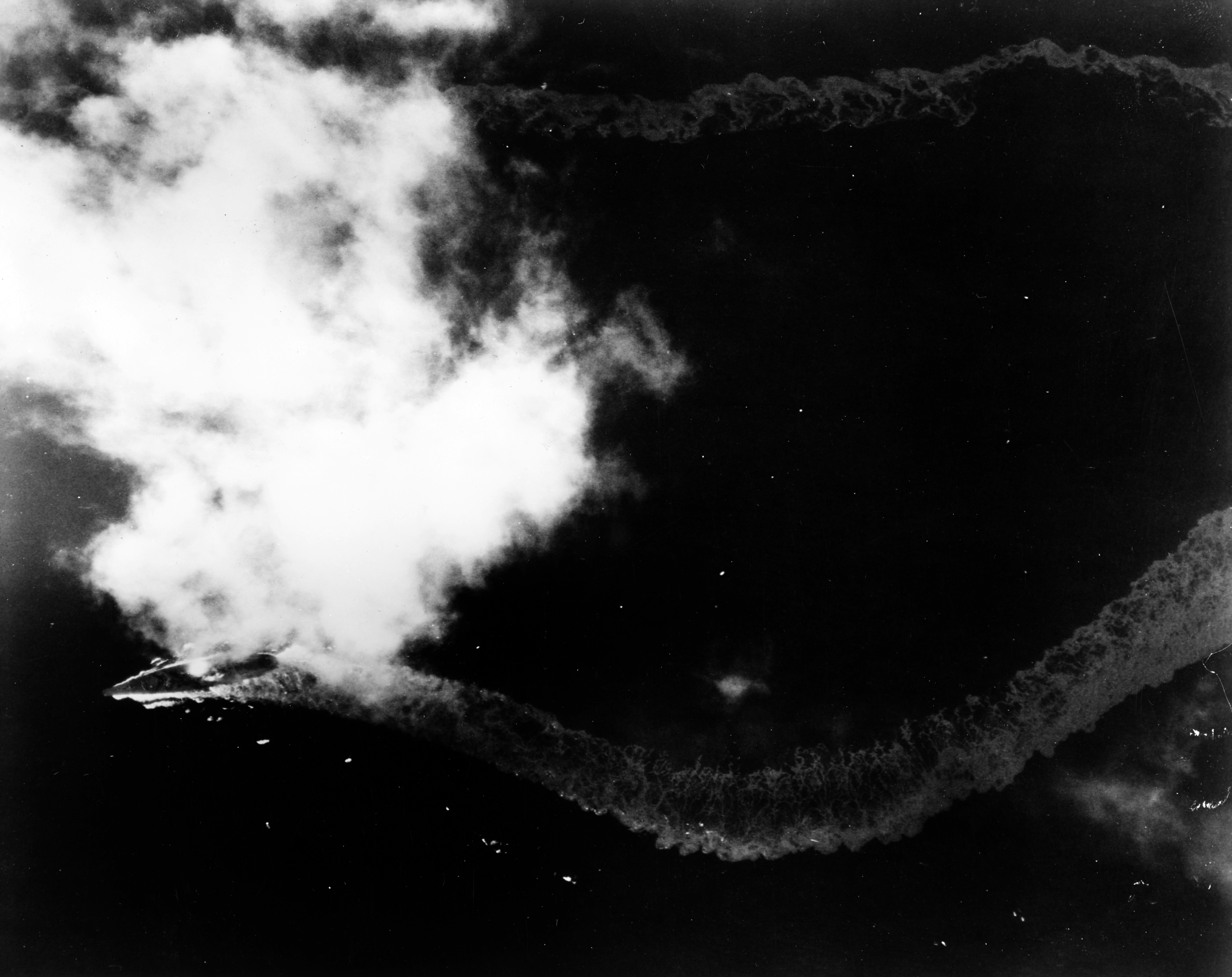
4月7日13時00分，第一波空袭结束之际，正在以15-20节航速转向规避中的「大和」，其航跡廣闊並且十分注目，中央甲板因炸彈命中已经起火。照片由「约克城」号（CV-10）舰载机拍摄。

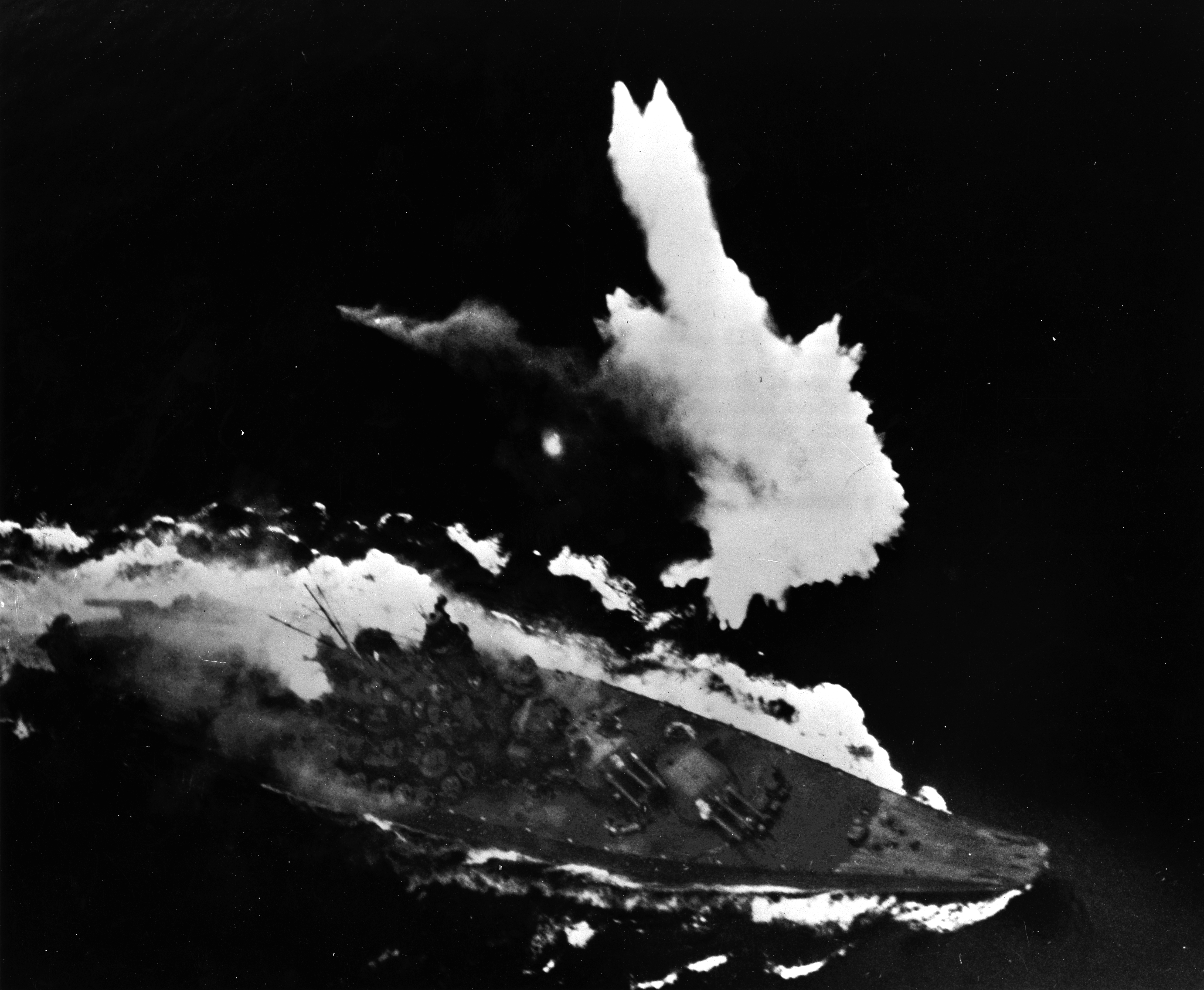
被美軍航空隊轟炸並在燃燒中的「大和」，此时主炮和副炮已经全部停止射击。（1945年4月7日）

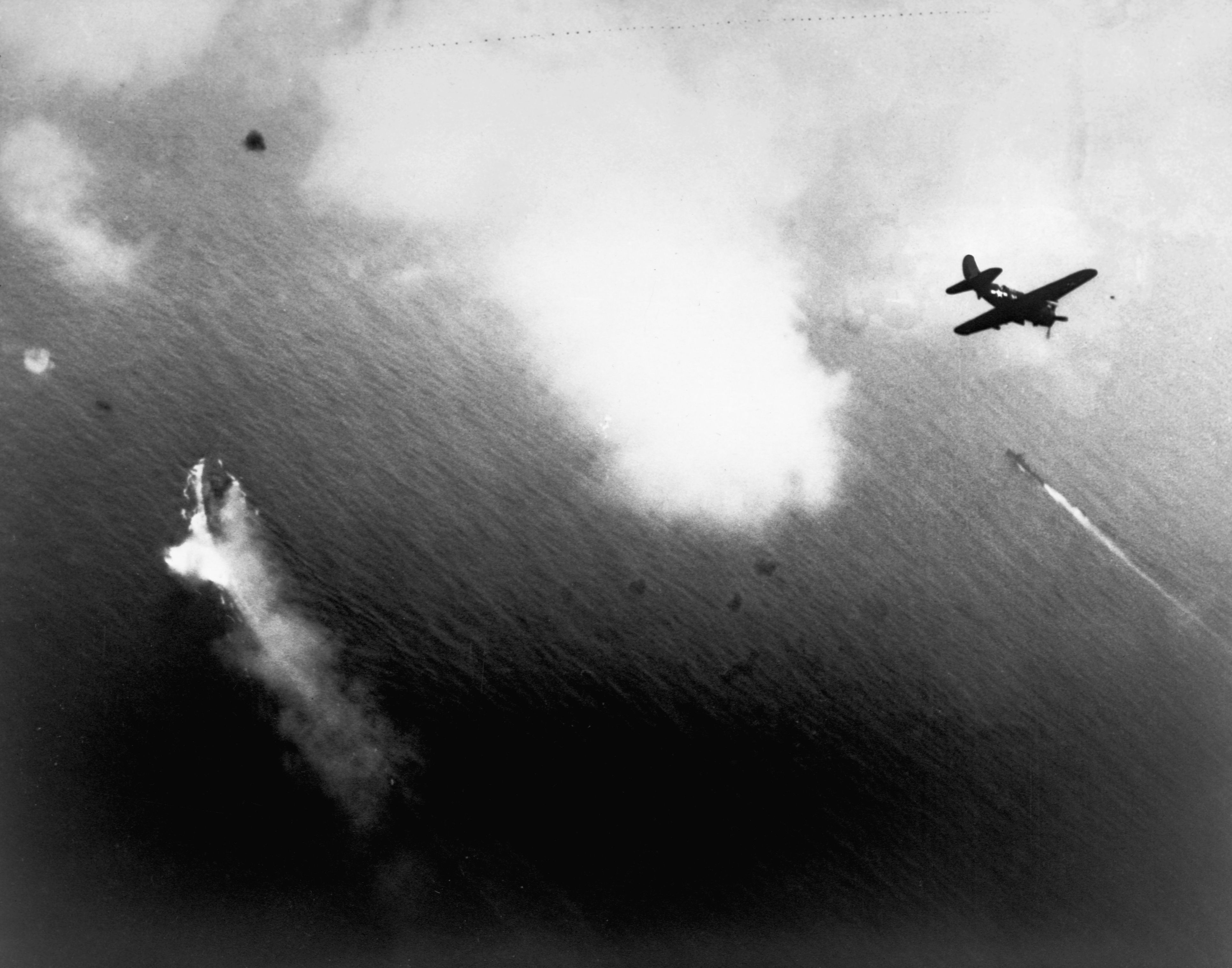
閃避地獄俯衝者轟炸的「大和」（左）。右方為秋月型驅逐艦。

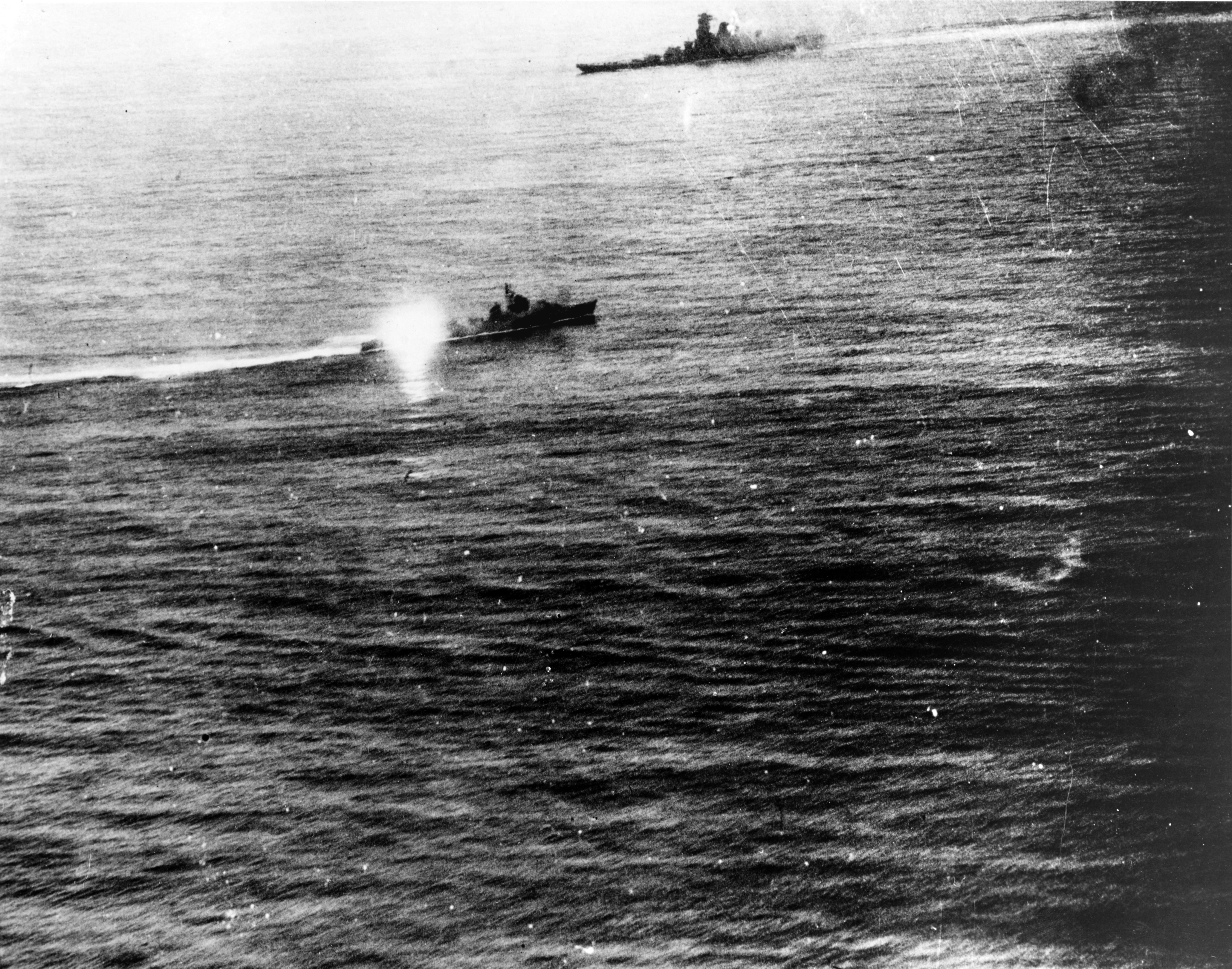
保護已經傾斜的「大和」，進行防空作戰的「冬月」，其長10厘米砲正在發砲，远方的「大和」此时左倾15度，航速降至18节 。

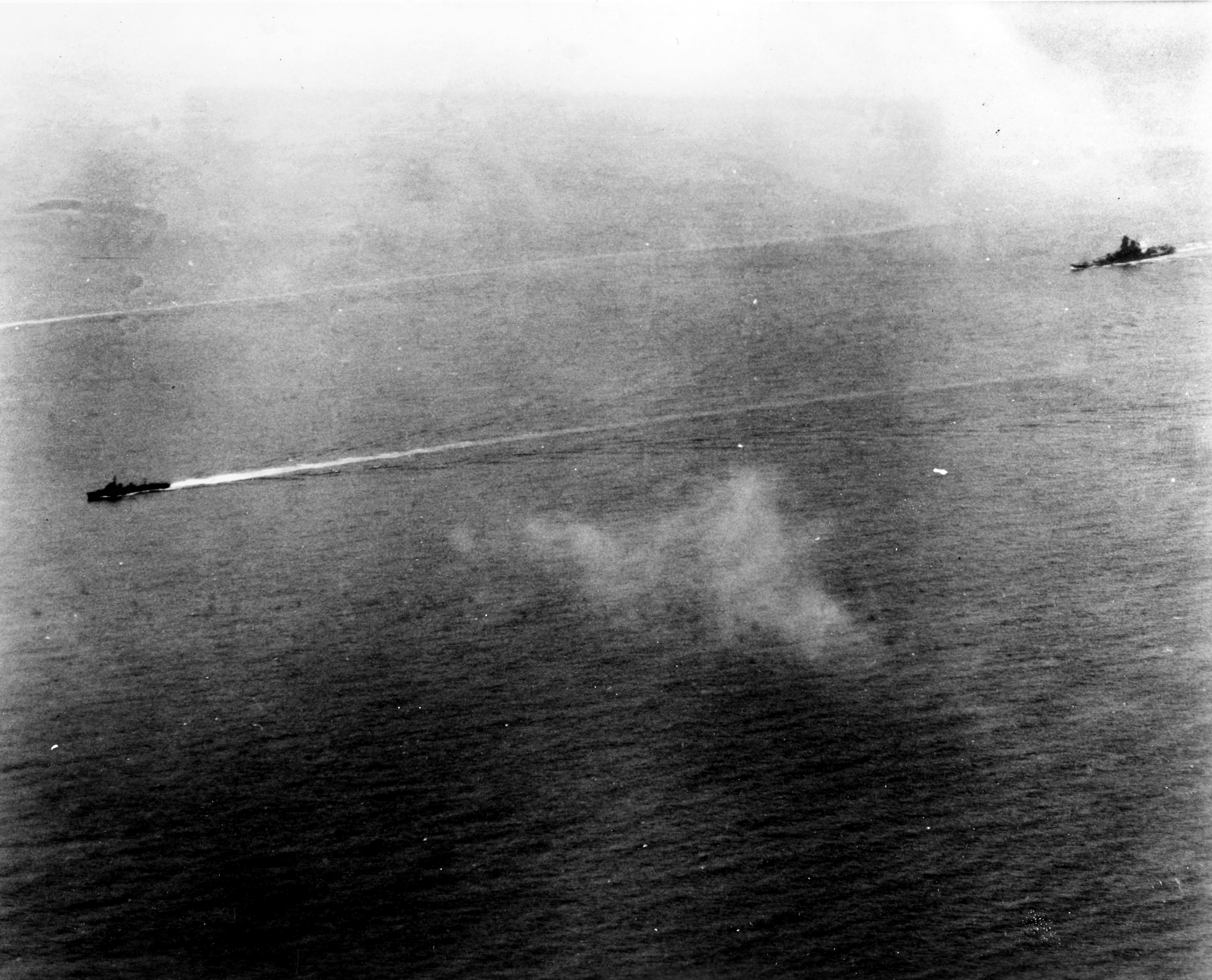
被450公斤炸彈击中的「大和」（右），烟囱后部已经着火，通过紧急向右锅炉舱對稱注水，「大和」恢復艦體平衡，可以看到吃水大幅增加，有跡無影是驅逐艦「冬月」，畫面左邊的艦船則是驅逐艦「雪風」。

4月7日6時30分左右，「大和」因需對潛艇作出哨戒，因此派出零式水上偵察機。最後該機返回鹿兒島縣指宿基地。到達九州近海後，於雷伊泰灣海戰時曾乘坐「大和」的宇垣中將，率領第五航空艦隊第二〇三航空隊（鹿兒島縣南部笠、原飛行場）的零式艦上戰鬥機為艦隊進行護衛。在能村的回憶中指出只見到3架F6F地獄貓，而看不到日本軍機。另一方面，有証言指出曾在上空見到日本軍機編隊。雖然說是護衛任務，但實際上有編隊因天氣欠佳在找不到第二艦隊的時候就折返，亦有的在第二艦隊被擊破時取消出擊，這特攻作戰因決定得太臨急臨忙而準備不足，令到其護衛也是上下不接的。
這些數架的護衛機在4月7日黎明前返回基地，取而代之就是正搜索著日本艦隊，屬於美軍的水手飛行艇等的偵察機。「鮁魚」號報告發現護衛的零戰後，馬克·米徹爾以零戰的續航距離作出計算並得到結果。在美軍的記錄中，3架從事索敵任務的F6F地獄貓於8時15分發現「大和」。8時23分，所屬於另一索敵隊的地獄貓也發現並目認「大和」。這些索敵的地獄貓之後就集結在一起，協同水手飛行艇一起監視著「大和」。其後「大和」以主砲向其作出3次射擊，令美軍偵察機不能再跟蹤。
4月7日12时30分，「大和」於鹿兒島縣坊之岬海90海浬（1海浬=1852米）处確認到50公里外的美軍艦載機並開始對空射擊。8分鐘後，所屬航空母艦「班寧頓」號的第82轟炸中隊（11架）的SB2C地獄俯衝者俯衝轟炸機其中四架於「大和」艦尾急降而下。該轟炸機向「大和」投下8枚500公斤的中型炸彈，美軍聲稱直接擊中右舷機槍群、艦橋前方、後部船桅等目標。而「大和」方面的記錄指出艦上的後部指揮所、13號電探（對空雷達）後部副砲有所損壞。在多後年的海底調査中並沒有發現任何痕跡，但實際上其內部已經被破壞，砲員生存者亦為數名。其後前部艦橋也被攻擊，令數人死傷。同時，後部射撃指揮所（後部艦橋）被破壞。更甚的是中甲板發生火災，防御指揮所的能村確認副砲彈庫温度正在上昇，並立即報告滅火狀況為「油布燃燒般的程度（油布が燃えた程度）」。在建造當初，副砲周邊部分已經存在弱點卻被輕視，被擊中後所發生的火災，在沉沒的時候仍然未能救熄並繼續燃燒。實際上，由於被猛烈攻擊而沒有積極的滅火，雖然在途中火勢一度減弱，但後來卻有所蔓延。有不少研究者認為前部中甲板也有發生火災。清水芳人副砲長對能抵達沖縄不太抱有希望。
美軍的戰鬥機、轟炸機及魚雷攻擊機於同時間進行攻擊。由於「大和」被魚雷攻擊機於多個不同角度所發射的魚雷夾擊，又要對應惱人的戰鬥機及轟炸機，所以令巨大的「大和」要完全回避所有的攻擊極度困難。繼「班寧頓」號的機隊後，所屬「大黃蜂」號的第17轟炸機中隊（羅伯特·瓦德中校指揮）對「大和」展開攻擊。聲稱炸彈直接擊中艦艏、前部艦橋及煙囪後方，並拍下照片。12時40分，所屬「大黃蜂」號第17魚雷攻擊機中隊的8架魚雷攻擊機向「大和」展開攻擊，聲稱有4枚魚雷命中。而在「軍艦大和戰鬥詳報」之中，「大和」於12時45分，左舷前部被1枚魚雷命中。在戰後，美軍對日技術調査團向當事人展開調査，森下參謀長、能村副長、清水副砲術長的証言指出「大和」被4枚炸彈擊中，而宮本砲術參謀的數據為3枚。魚雷方面，宮本砲術參謀為3枚、能村4枚、森下2枚、清水3枚（當時全員於左舷）。受這影響，美國海軍情報部推定「大和」艦中央部左舷被2枚魚雷命中，而美軍攻擊隊則主張命中魚雷為8枚、炸彈5枚，並記述「像傳說一樣極頑強的船（風評通りに極めてタフなフネだった）」。由於「大和」的主要防御規劃內入水令到舷外側機械室入水，導致第八罐室不能正常運作。這時左舷5度傾斜，需要在右舷注水才回復平衡。
13時，美國開始第二波攻擊。美軍攻擊隊94架飛機中，有59架直撲「大和」。第83戰鬥轟炸機中隊及魚雷攻擊機中隊開始展開攻擊。美軍魚雷攻擊隊搭乗員在証言中指出「大和」的主砲曾經發射。而「大和」射撃指揮所的勤務兵也在証言指出，砲術長得到艦長的許可得以發砲，不過亦有沒有發過砲的反論。就算發過砲，反正阻止不了美軍軍機，這時「艾塞克斯」號的攻擊隊就在「大和」艦尾俯衝，炸彈命中桅桿並令其倒下。並且該直擊彈引起火災，令從「大和」確認美軍軍機變得困難。這因為美軍軍機的攻勢比上一次強。「艾塞克斯」號魚雷攻擊隊（懷特少校指揮）在「大和」左右兩邊同時投下魚雷攻擊，並聲稱9枚魚雷命中。「巴丹」號魚雷攻擊隊（哈羅德·馬薩少校指揮）的9架全部發射的魚雷都命中，亦有聲稱確實命中數為4枚。「碉堡山」號魚雷攻擊隊（查理斯·蘇瓦松少校指揮）發射了13枚，聲稱9枚命中。「卡伯特」號魚雷攻擊隊（積克·安達臣上尉指揮）原本瞄準「大和」的右舷，但由於方向錯誤，實際攻擊了左舷。在第一波攻擊時只聲稱有4枚魚雷命中，但第二波攻擊時擊中「大和」的魚雷就變成29枚。這是由於各個魚雷攻擊隊於同時時進行攻擊，誤認了戰果所引致的。
於防空指揮所的塚本高夫艦長傳令及渡邊志郎見張長（瞭望長）的証言指出，並沒有看到美軍進行激烈的波狀攻擊。而宮本砲術參謀只確定右舷被兩枚魚雷命中。「大和」的速度減至18節，左舷15度傾斜。左舷側劃區大量入水，在右舷注水後傾斜已經回復，不過差不多到達極限。左舷高角砲發令所（左舷副砲塔跡）被完全破壞，甲板上的對空武器全毀。13時25分，通信施設被破壞，「大和」的通信改由「初霜」代為發出。
13時30分，「無畏」號、「約克鎮」號及「蘭利」號攻擊隊共105架軍機到達「大和」的上空。13時42分，「大黃蜂」號及「無畏」號第10戰鬥轟炸機中隊其中4架向「大和」投擲炸彈，其中1枚1000磅炸彈命中，另外有兩枚於近距離爆炸，而第10俯衝轟炸機中隊的14架與魚雷攻擊機隊12機共同進行攻擊，並聲稱2枚魚雷命中右舷、3枚命中左舷及另有27枚炸彈擊中。這時，「大和」上空的視野轉好。
此時於14時17分，「大和」受到美軍航空隊386架（戰鬥機180架、轟炸機75架、魚雷機131架）或367架飛機的往復波狀攻擊。而參與攻擊的戰鬥機全都都裝備炸彈及火箭彈，並破壞了「大和」的對空火力，其間亦有使用機槍加以掃射。
根據《軍艦大和戰鬥詳報》主要受損的情況如下。但是，亦加注有「大和被害經過資料不足而詳細不明」。再者，該資料亦與護衛「大和」的第二水雷戰隊所提出的戰鬥詳報中的被損害圖及魚雷命中次序不一致。例如第二水雷戰隊的記錄中，第4枚命中的魚雷為擊中右舷。
主要的損害情況如下：
- 12時45分，左舷前部被1枚魚雷命中[112]。航速降至22节。
- 13時37分，左舷中央部被3枚魚雷命中（分别命中143、124、131号肋骨），副舵取舵發生故障[129]，使左舷倾斜7-8度。几乎与此同时，由于一枚450公斤重的航空炸弹炸毁了排水阀门，使该舰无法进行排水作业，舰长下令向右舷舱室对称注水以恢复舰体平衡，航速降至18节。
- 13時44分，左舷中部被2枚魚雷命中[129]，使左舷倾斜增加到15-16度，这使该舰的大口径高炮无法使用。
- 13時45分，副舵復原固定於中央，使用應急舵操舵[129]。
- 14時00分，艦中央部被3發中型炸彈命中[149]。
- 14時07分，右舷中央部被1枚魚雷命中[149]。
- 14時12分，左舷中部、後部各命中1枚魚雷[149]。機械右舷機只能提供12節的速度。這時左舷傾斜6度。
- 14時17分，左舷中部被1枚魚雷命中，傾斜増加16-18度[149]。由于右舷注排水区已经注满水，只能继续往机械室、休息室和锅炉舱里注水。
- 14時20分，左舷傾斜已增至20度，航速渐渐减至7节，復原傾斜已經不可能[150]。全員上甲板（全員離艦）命令發出。

### 沉沒

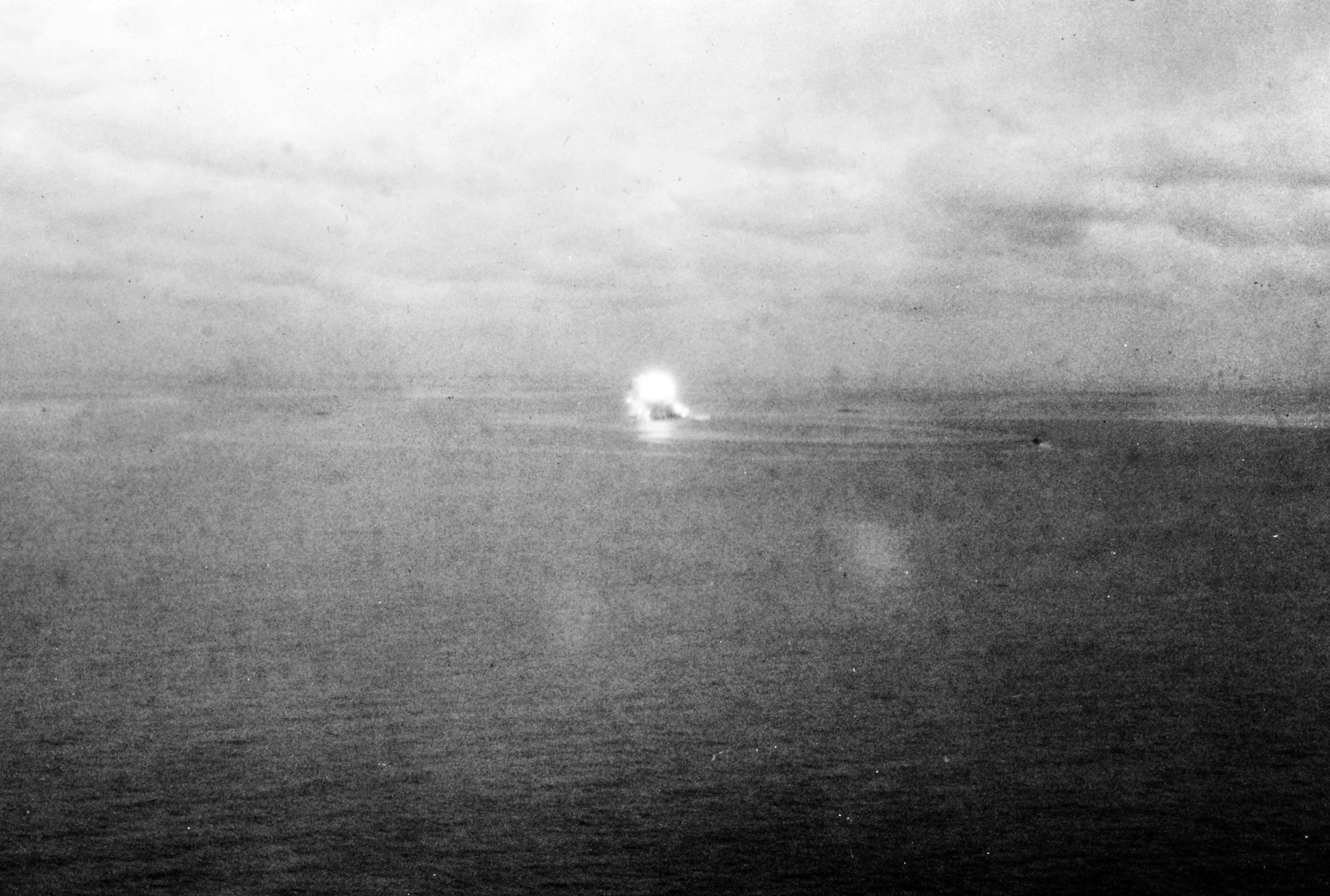
横轉並引起大爆炸的一瞬間。

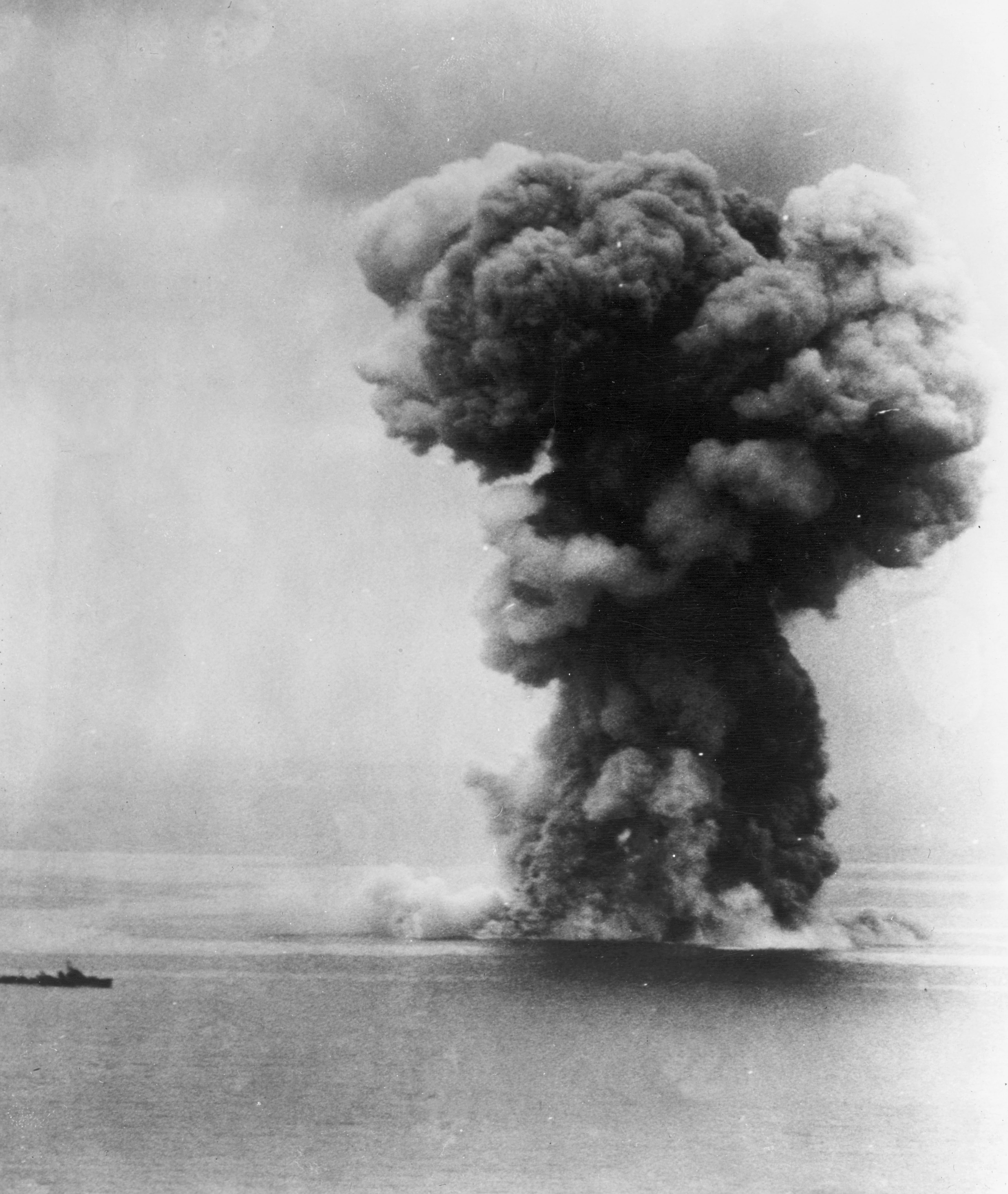
大爆炸並沉没（4月7日14時23分、九州坊之岬南方外海北緯30度22分東經128度4分）

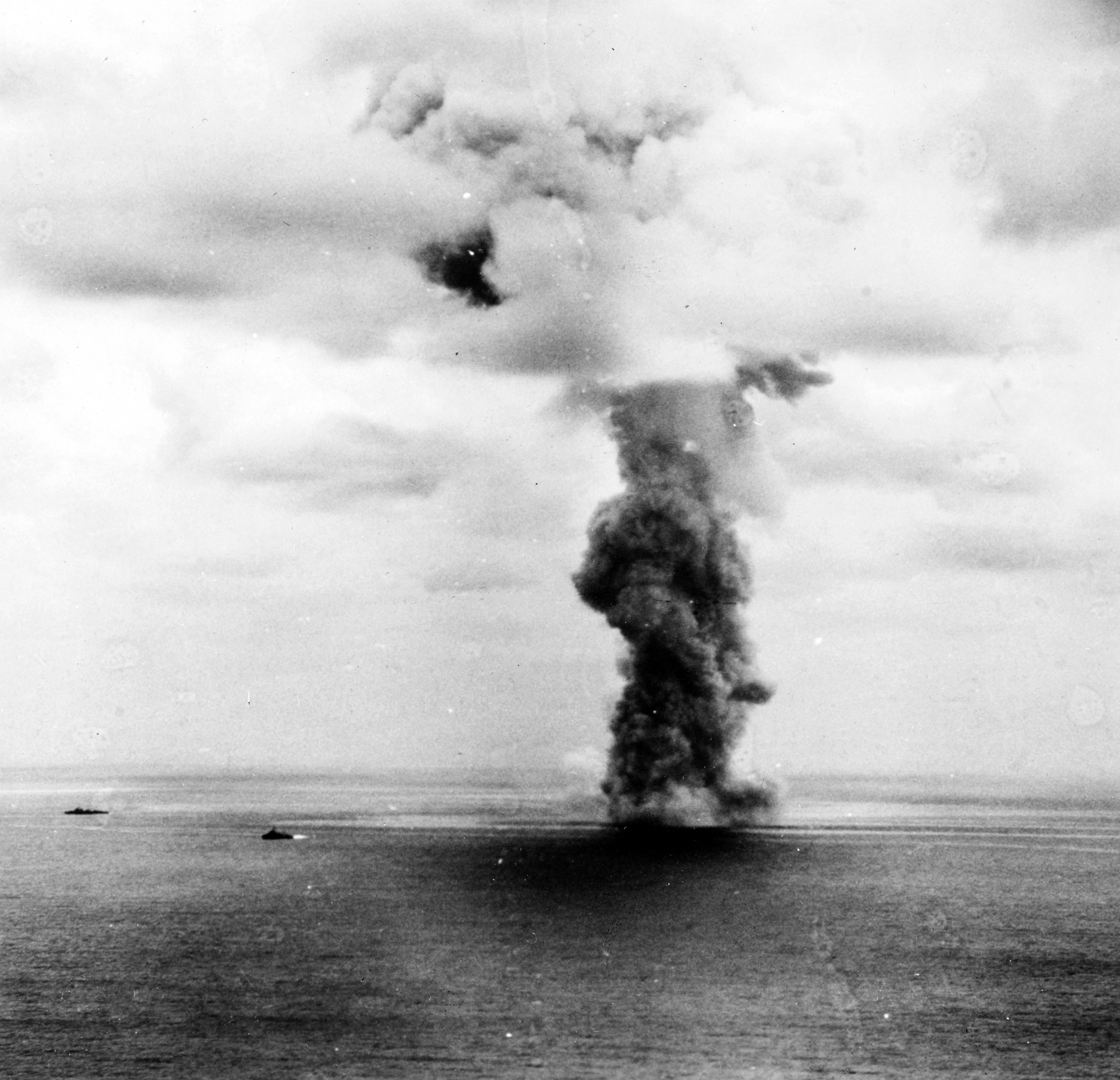
「大和」的爆煙，附近海面上分布着驱逐舰「凉月」和「雪风」。

大和由於被直擊彈擊中，導致艦上發生火災及對空武器被破坏。再者美軍裝備的高性能炸藥魚雷並集中攻擊大和左舷的結果，是令其喪失復原性及操控性。後部注排水控制室被破坏，令注排水十分困難。而後部操舵室更已完全損毀。由於艦隻已不能操控，讓美軍的魚雷更容易擊中大和。被最後的魚雷擊中時，艦身從20 30 50°不斷快速傾斜，3分鐘後發出全員离艦的命令，但是艦内大半的乘員都不知道有「全員上甲板」的指示。全員上甲板（全員离艦）的命令下達3分鐘後艦身已大傾斜且露出紅色的艦腹，在14時23分橫轉並沉沒（可能為覆轉）。第1主砲塔和第3主砲塔的彈藥庫發生大爆炸（有人認為在引擎部的水蒸氣引發爆炸），艦體七零八落地沉入海中。當時爆炸引起的火柱及蘑菇雲，遠至鹿兒島亦能看到。大和沉没彼後古村啟藏少將向司令部要求作戰中止的要求，並在救助生存者後回航。

#### 沉沒原因
同型艦「武藏」被魚雷19枚、炸彈17發擊中，而燃燒時間達9小時，由此比較「大和」給人的印象看似有點沉得太快的感覺。事實上由於射向大和的魚雷除一枚（日本側記錄是第7枚）流彈外，全都集中左舷。再加上當日雲層低，局限的視野令大和艦發現敵機極度困難，而且大和包括操控性在內的性能都較武藏差。美軍航空隊很重視擊沉「武藏」所花費時間很長，因而考慮大和級的攻略法。这种方法是摧毁一邊舷的對空裝備後，再使用魚雷集中攻击該舷，使其橫傾。事實上在第一波攻擊中擊中「大和」的魚雷就使用這方法。而且，美軍和日本方面的戰鬥記錄中命中數字出入很大，美軍一直认为魚雷命中30枚以上，这也說明這場戰鬥的激烈情況。具体的诱爆原因被认为是副炮的火灾蔓延到了弹药库這一說法比较有力。
另外，大和及武蔵在設計上很注重部分位置（主砲、機關部）的防彈與浸水防御（所謂的集中防御方式）以免該區域受害，但會令提供浮力的前後非防彈區域被水雷及炸彈集中攻擊後使艦隻喪失浮力而沉没。而在戰後舊海軍相關人士的意見中指出，非防彈區域部分如用水密鋼管充填及強化防水隔壁，「一次的航空攻擊不足以令大和和武藏沉沒」。然而如果只是主砲傾斜5度、副砲10度、高射砲15度以上就不能射擊，有否擁有不沉的作戰能力已經是疑問。再者，菊水作戰時被認為只承载能到達沖繩的單程燃料，但實際是約4000噸（滿載6500噸）的重油，這些重油是從各地各處的重油儲存罐底不能計量的部份集合起來的。海上護衛總隊擁有的7000噸的重油，把其中4000噸分配給第2艦隊。實際上大和的重油存量可以使它在德山灣和沖繩之间全速來回3次。尽管如此，如果当初能實行回避空襲的動作及與敵艦隊發生戰鬥，或長時間高速迂迴航行的戰術性偽裝航線，大和将不會有太多燃料剩餘。
为了应付成功登陆沖繩本島后的杂用，艦上携带了51萬805圓3錢的薪金及購買物資金（以2006年的價値換算是9億3000萬日圓）。還有在出擊之前（5日下午），傷病者、部分老兵及53名兵校畢業的士官候補生全部被命令离艦。
戰死者有伊藤整一第二艦隊司令長官（追认為大將）及有賀幸作艦長（追认為中將）以下2498名、生存276名。
戰艦大和的沉没，原因是歸咎於联合艦隊的指令。在1945年4月25日，除联合艦隊、海上護衛總隊及各鎮守府指揮外設立了海軍總隊，到終戰為止指揮海上護衛及執行各特攻作戰。

### 海上特攻之經緯
根據『戰艦大和』（兒島襄著）中，在4月2日於矢矧的幕僚會議中有3個研究方案。
1. 不管航空作戰、地上作戰的成敗都強行突入，實施水上部隊的最後海戰[154]。
2. 當時機到來，極力在日本海朝鮮南部方面作出退避[154]。
3. 將登陸可能的兵器、彈藥、人員都轉移陸上作防衛兵力，並將殘餘浮起當作砲台[154]。

以上3個方案由古村少將、山本大佐、伊藤中將等的幕僚歸納成3.方案。
但是於4月4日突然因神重德大佐的電話傳達為特攻作戰。
這個命令是由聯合艦隊司令長官與軍令部總長的裁決後由軍令部通佈，而聯合艦隊幹部則反駁沒有收到這個命令。
特攻命令其後由聯合艦隊參謀長草鹿龍之介中將向伊藤中將傳達，而伊藤中將不認同特攻作戰，並不斷反駁認為會白白死去。草鹿中將自身亦對此作戰持有疑問而沉默下來，而三上中佐卻忍不住開口說「總之，請成為一億總特攻的先驅，亦是本作戰的最大目的（要するに、一億総特攻のさきがけになっていただきたい、これが本作戦の眼目であります）」，其後該說話亦終於令伊藤中將點頭。
而在『戰藻錄』（宇垣纏中將日誌）中，及川古志郎軍令部總長向天皇上奏「菊水一號作戰」時，天皇曾下問「是否以航空部隊進行總攻擊（航空部隊丈の総攻撃なるや）」，而及川回答「全海軍兵力的水上部隊將會進行總攻擊的（水上部隊を含めた全海軍兵力で総攻撃を行う）」，因而第二艦隊實施了海上特攻。。

### 現狀

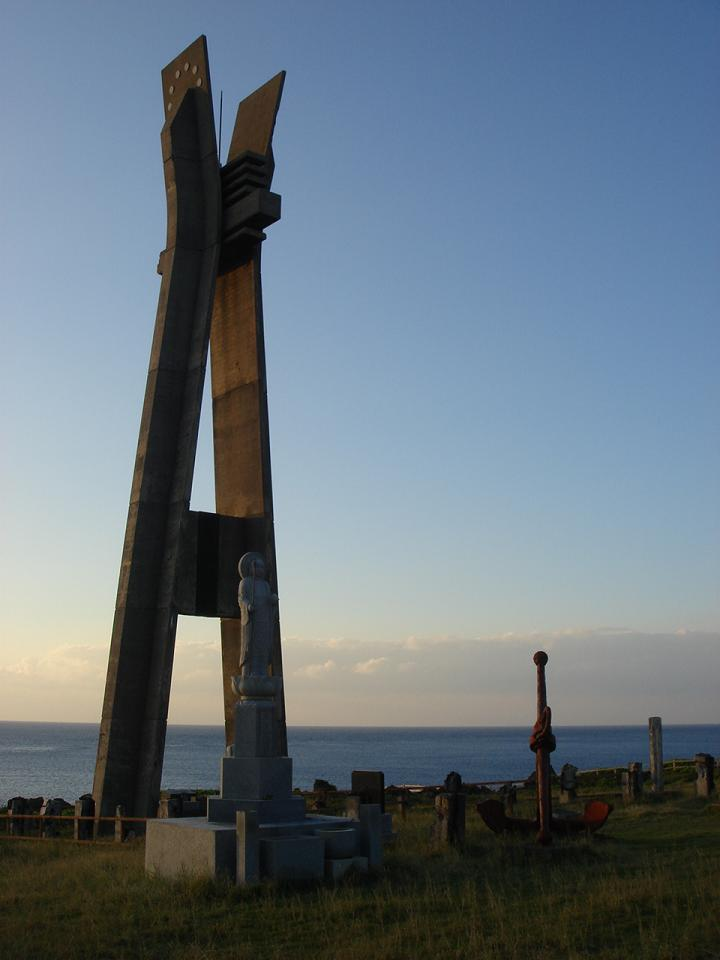
位於鹿兒島県德之島伊仙町犬田布岬的戰艦大和慰霊塔

在戰鬥詳報中「大和」的沉没地點為30°22′N 128°04′E / 30.367°N 128.067°E。但在實際上，「大和」的位置是在30°43′N 128°04′E / 30.717°N 128.067°E，長崎縣男女群島女島南方176公里、水深345米的地點沉没。「大和」艦体在1號主砲底部與2號主砲底部之間的位置，前後分成兩節。從艦首部到2號主砲塔前（0 - 110號船肋附近、約90米）為止仍保留原狀的部分，以右舷朝下的狀態指向西北（方位310度）方。從在覆轉狀態下的三號主砲塔底部附近到艦尾仍保留原狀的後部（175 - 246號船肋附近、約186米）則面向東（方位90度）方。加起來為276米。不能保持原狀的艦中央部，分成3個起伏並在覆轉狀態位於艦尾艦首以南70米，從底部斷開的艦橋為墊在艦首之下，各部分有一半埋在泥中。
「大和」的主砲及副砲塔全部在覆轉時脱落。特別3座主砲的砲塔均以天蓋朝下，並像在海底蓋了數座塔般於同一直線般直立。這表示主砲在覆轉之後才開始脱落。主砲的砲身因埋在很深的泥土中，因此並不能察覺得到。另外艦首切断部附近發見到的2號主砲塔，因由底部的破損相當嚴重，從基礎部分開始往下打橫倒下。這可以作為沉没時2號砲塔的彈藥庫爆炸的證據。1號（離艦首約70m）與3號主砲塔（艦尾部螺旋槳附近）並沒有顯著的損壞。副砲的砲身在眼之所見並沒有損傷。
4個螺旋槳中，3個仍然完好連結著船體，但其中1個脱落的螺旋槳插在海底。這可能是沉没時爆炸為這個螺旋槳折斷並脱落。主舵並沒有損傷，停留在正中位置。「大和」艦首部分有被左右貫穿的魚雷命中穴，亦有很多不同的破孔。2009年（平成21年）1月，作為「大和」的故鄉的廣島縣內的吳市海事歷史科学館、吳商工會議所、中國新聞、日本放送協會廣島放送局等各經濟界及大眾傳播為中心，打算進行籌款以進行打撈，希望籌得數約十億日圓以打撈一部分船體作為目標，但在後來不了了之。另一方面，被徵求意見的「大和」乘組員對打撈遺物抱有複雜的心情。
以前曾出現過2隻移動中，疑似「大和型戰艦」的影像，不過在後來證實是在東京灣內前往進行受降式的愛荷華級戰艦一號艦「愛荷華」號及三號艦「密蘇里」號。而在美國國家檔案和記錄管理局新館內，藏有「大和」以主砲向B-24發砲的影像，但因在遠距離攝影的關係所以並不清晰。1988年（昭和63年）11月，保科善四郎（原海軍中将）透過松永市郎（原海軍大尉）向安納波利斯海軍學院贈送了「大和」的繪畫（靖國神社遊就館內展示繪畫的複製品）。松永曾提及過阿利·伯克海軍上將及愛德華·L·比奇海軍上校的事，兩人均說「大和是一艘美麗的船」。
「大和」仍然不斷作為電影及動畫的題材，繼續深深地影響著日本人。

## 歷代艦長
（階級全為大佐） 
艤裝委員長
1. （兼）宮里秀德（日语：宮里秀徳）：1941年（昭和16年）9月5日 - 11月1日

艦長
1. 宮里秀德：1941年（昭和16年）9月5日 -
2. 高柳儀八：1941年（昭和16年）11月1日 -
3. 松田千秋：1942年（昭和17年）12月17日 -
4. 大野竹二（日语：大野竹二）：1943年（昭和18年）9月7日 -
5. 森下信衛（日语：森下信衛）：1944年（昭和19年）1月25日 -
6. 有賀幸作：1944年（昭和19年）11月25日 - 1945年4月7日 戰死，同日晉升為海軍中將[173]（大和歷代艦長之中唯一的戰死者）

## 同型艦
- 武藏 [III]
- 110號艦（→航空母艦信濃）
- 111號艦（未成）